# 2021年—2022年俄乌危机
2021年—2022年俄烏危機是俄烏戰爭的一部分，是俄罗斯與乌克兰從2021年3月開始的軍事危機，並在2022年2月24日升級為全面战争。
2021年3月，俄罗斯以阻止乌克兰成为北大西洋公约组织（NATO）成员国（北约东扩）为名义，於其边境屯兵數萬餘人，这是俄罗斯自2014年吞并克里米亚以来最大规模的軍事动员。这引发了一场国际危机，俄罗斯入侵乌克兰成為各界的擔憂。卫星图像显示俄方正在移動装甲车、导弹及其他重型武器。2021年6月，俄罗斯撤回了部分驻兵。但10月至11月期间，危机再次升级，11月初美國媒體刊登的多幅衛星圖像顯示俄羅斯軍隊在烏克蘭邊境集結約9萬兵力及大批重型武器，美國國防部對俄軍在烏克蘭東部及北部邊境的調動表達關注。到12月，俄罗斯军队在俄乌边境附近集结的兵力增至超過10萬人。而北约為應對俄軍集結，在爱沙尼亚、立陶宛、拉脱维亚和波兰部署了约4,000名士兵。
俄罗斯外交部於2021年12月发表了一份谈判草案，該國攤出要求，提出从乌克兰边界撤军的条件，包括要求北约保證不再吸納原苏联加盟共和国（特指乌克兰及喬治亞）以及裁減其东欧驻军等；而北约则堅守其自主權，稱俄方對其接納成員國並沒有否决权，不同意俄方任何要求。随后美国和其他北约成员国警告称，如果俄罗斯入侵乌克兰，将会对俄开展大规模经济制裁行动。2022年1月，美国国务卿安东尼·布林肯和俄罗斯外交部长谢尔盖·拉夫罗夫在日内瓦举行会谈，但對緩解危機收效甚微。2022年1月26日，美国与北约以书面正式拒絕俄方所有要求。談判陷入僵局，有分析人士将此事描述为冷战結束後最严重的軍事危机之一。亦有人认为这场危机类似美苏冷战时的古巴导弹危机。
2022年2月21日，俄罗斯总统弗拉基米尔·普京在对民众演讲时公开承认分裂自乌克兰的顿涅茨克人民共和国和卢甘斯克人民共和国的独立地位，并且已经开始下令向这两个地区派遣俄罗斯“维和部队”，普京又在演說中質疑烏克蘭的主權國地位，宣稱烏克蘭原是俄羅斯的一部分（追溯至沙皇國時期），烏克蘭是由布爾什維克等共產主義者所創造的，並暗示該國政府不友善與受到納粹勢力影響等指控，為干涉行動發表理由。这场演講导致俄乌局势从先前的缓慢缓和突然转变成急剧恶化。2月24日，普京宣布將對烏克蘭採取「特別軍事行動」，大軍從北東南3個方向全面入侵乌克兰。

## 背景

两德统一及苏联解体以来，北大西洋公约组织新增14个成员国。俄罗斯极力反对北约向东扩张。

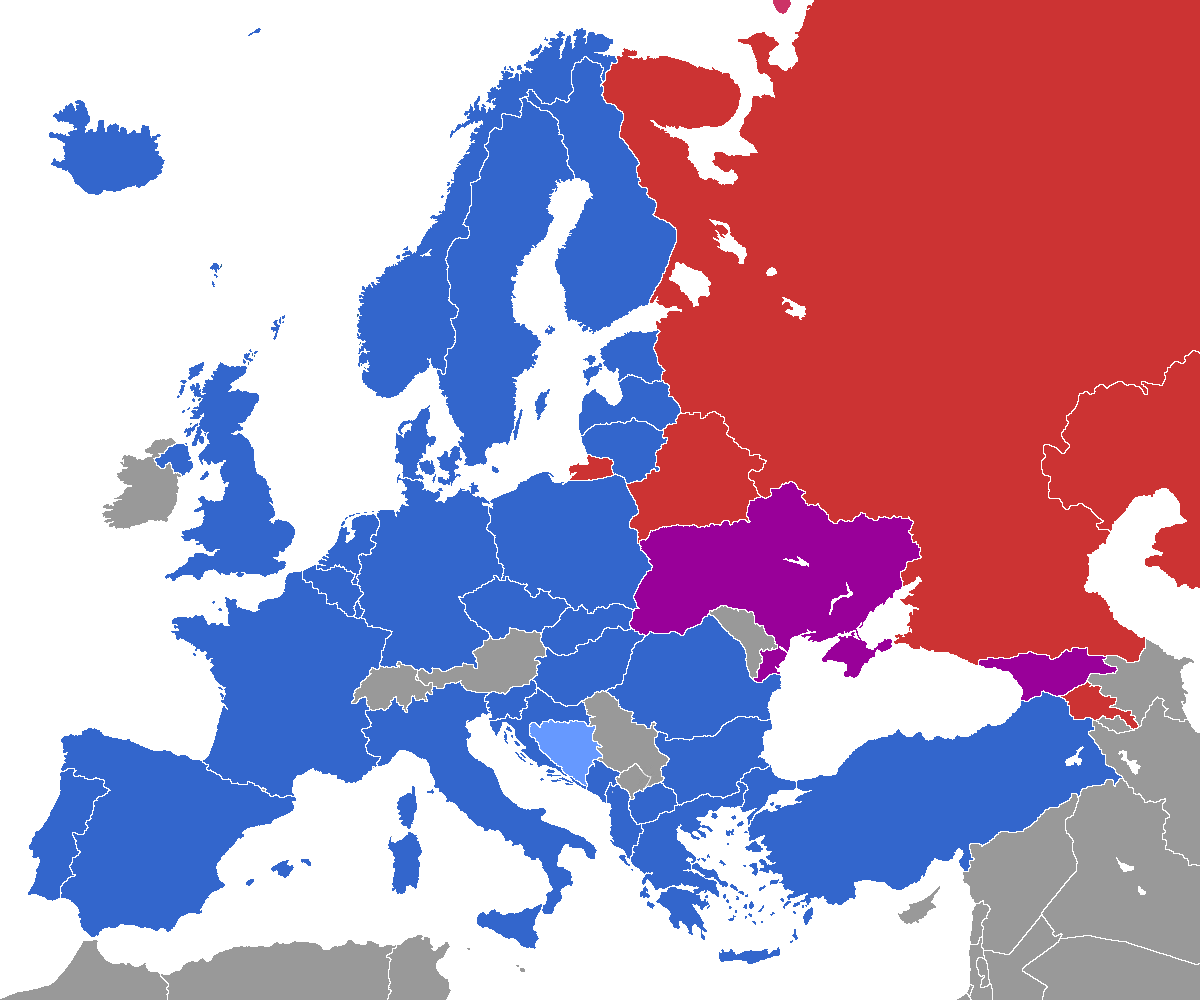
北约成员国（蓝）、寻求加入北约的国家（紫）、俄罗斯主导的集体安全条约组织（红）

1954年2月，时任苏联共产党第一书记尼基塔·赫鲁晓夫将俄罗斯苏维埃联邦社会主义共和国的克里米亞州转交给乌克兰苏维埃社会主义共和国，两国同属苏联加盟共和国。该领土变动由苏联最高苏维埃主席团正式颁布，因当时俄罗斯及乌克兰两国都对莫斯科中央政府负责，被外界视为微不足道的举动。1991年2月，离苏联解体还有11个月，当时由乌克兰统治的克里米亚人民以公投恢复克里米亞自治共和国。1992年，自治共和国随刚独立的乌克兰变为克里米亚自治共和国。
然而，俄罗斯联邦一直认为乌克兰属于其势力范围，不顾乌克兰早在1991年就脱离苏联加盟国身份，成为独立国家。罗马尼亚外交政策分析师尤利安·奇福在2009年与他人合著的著作中认为，俄罗斯一直希望将改良版的勃列日涅夫主义套用在乌克兰身上，即规定乌克兰主权不能大于苏联解体前华沙条约组织的任何成员国。这项主张建基于俄罗斯领导人担心乌克兰未来加入北约组织会危害俄罗斯的国家安全。
乌克兰亲欧盟示威运动后，立场亲俄的乌克兰总统維克多·費奧多羅維奇·亞努科維奇与国会反对派领袖于2014年2月21日签订《关于解决乌克兰政治危机的协议》，提出提前选举。翌日，亚努科维奇赶在总统弹劾投票成功前逃离基辅。乌克兰东部俄语区领导人表示继续效忠亚努科维奇，引爆2014年乌克兰亲俄动乱，继而引爆顿巴斯战争，煽动顿内茨克州和卢甘斯克州的亲俄分子宣布独立，俄罗斯派兵并吞克里米亚。
2021年7月，俄罗斯总统弗拉基米尔·普京发表题为《论俄罗斯人与乌克兰人在历史上的统一》的文章，重申俄罗斯人和乌克兰人是“一家子”。历史学家提摩希·D·史奈德认为普京的思想属于帝国主义，记者爱德华·卢卡斯称之为歷史修正主義。其他观察家认为俄罗斯领导人的思想偏离于乌克兰现状及历史。
俄罗斯声称乌克兰寻求整体加入北约，让北约扩张，直接威胁到俄国家安全。对此，乌克兰与其他毗邻俄罗斯的欧盟国家指责普京试图复辟苏维埃帝国，奉行激进的军国主义政策。

## 過程

### 第一次升级（2021年3月-4月）

#### 俄军首次集结兵力
2021年3月3日，顿涅茨克人民共和国的独派人士据报获准“先发制人摧毁”乌克兰军事要地。乌克兰驻乌克兰问题三方联络组代表团团长列昂尼德·克拉夫丘克发布声明，谴责有关做法违反《明斯克协议》。3月16日，苏梅州的乌克兰边防局巡逻兵发现俄军的Mi-8直升机跨过乌克兰边境50（160英尺），其后折回俄罗斯空域。10天后，俄罗斯军队向舒米村附近的乌克兰军事基地发射迫击炮，打死4名乌军方人员。4月1日，俄罗斯拒绝续订顿巴斯地区的停火协议。
自3月16日起，北约启动“欧洲防卫2021”（Defender Europe 2021）军演行动，是组织数十年来规模最大的一次军演，27国的2.8万名士兵几乎同时在12国的30个训练区展开行动。俄罗斯批评北约的军演行动，向西部边境派兵。
3月24日，乌克兰总统弗拉基米尔·泽连斯基签署“2021年第117号令”，旨在透过重新占领、再合并俄罗斯控制的克里米亚自治共和国和塞凡堡，恢复乌克兰的领土完整和国家主权。。
3月30日，乌克兰武装部队总司令鲁斯兰·霍姆恰克大将透露情报部门报告俄军在乌克兰郊区集结兵力，准备西方-2021演习。俄军28个营的战术小队驻扎在俄乌边境和侵占领土沿线（主要为克里米亚、罗斯托夫、布良斯克州和沃罗涅日州）。孔查克认为俄军派兵严重威胁到乌克兰。普京发言人德米特里·谢尔盖耶维奇·佩斯科夫驳斥乌克兰的声明，主张军事行动“不对邻国造成任何影响，而是为处理‘国家安全’问题所做的决定”。
3月底4月初，俄军从西部及中部调运大量兵力及装备（远及西伯利亚地区），进入克里米亚占领区及沃罗涅日以南17公里的波戈诺沃训练场。俄罗斯非官方消息人士（特别是隶属俄罗斯安全部队的Telegram频道“军事观察”）发布卡-50攻擊直升機和Mi-28攻擊直升機编队攻击直升机的影片。原始消息强调此次飞行在俄乌边境进行。

#### 暴力活动持续升温
4月3日，俄罗斯与亲克里姆林宫媒体指控乌克兰在俄占顿巴斯地区发动无人机袭击，一名儿童死亡。相关事件未有深入细节。国家杜马议长维亚切斯拉夫·维克多洛维奇·沃洛金认为乌克兰领导人“要为孩童的死负责”，提议将乌克兰逐出欧洲委员会。4月5日，乌克兰驻控制与协调联合中心的代表向欧洲安全与合作组织发去备忘录，批评亲俄人士的指控子虚乌有。次日，部队确认俄占顿巴斯地区有一名儿童死亡，但未证实事件与所谓的“乌克兰无人机袭击”有关。
4月6日，顿涅茨克州内韦尔斯克附近的乌克兰军事基地遭炮轰，一名乌克兰军方人员遇害。炮击过后，顿巴斯南部瓦西里夫卡村和克鲁塔巴尔卡“灰区”的一处泵站供水中断，50多户停水。俄乌战争爆发后不久，乌克兰封锁供给克里米亚地区85%自来水的北克里米亚运河，导致克里米亚多处水库枯竭，水资源奇缺，2021年一年每天只有三到五个小时来水。《纽约时报》引述美国高级官员，认为保障克里米亚地区的供水可能是俄罗斯入侵的其中一个目的。其后俄军人员与里海舰队火炮艇开始进行跨海穿越登陆战，消息指里海舰队的队员及舰艇与黑海舰队合作进行最后一轮海军演习。
4月10日，乌克兰援引《维也纳文件》第16段，主张就俄罗斯在俄乌边境及俄占克里米亚增兵召开欧洲安全与合作组织会议。乌克兰的倡议得到多个支持，惟俄罗斯代表团缺席，且未解释原因。
4月13日，乌克兰顾问亚历山大·索索纽克（Олександр Сосонюк）被联邦安全局拘禁在圣彼得堡，据称在与一名俄罗斯公民会面期间“获取机密情报”。索索纽克后来被驱逐出境。相应地，俄罗斯驻基辅大使馆的高级外交官叶夫根尼·切尔尼科夫（Евгений Черников）被乌当局宣布为“不受欢迎人物”，必须在72小时内离境。
俄羅斯聯邦安全會議秘书长尼古拉·帕特鲁舍夫于4月14日在克里米亚的一场会议中表示“乌克兰特种部队正在半岛内组织恐怖袭击及破坏活动”。
2021年4月14日到15日夜间，乌克兰海军的三艘“Giurza-M”小型装甲炮艇及五艘船与俄羅斯聯邦安全局邊防軍海巡隊的一艘舰艇在亞速海爆发冲突。事发地距刻赤海峡25英里，当时乌克兰海军正在护送平民船只，编号734的俄边防军海巡队舰船介入，依照指令对乌克兰的炮艇进行挑衅性的联合演习。为遏制俄方的挑衅行为，乌克兰海军发出警告，扬言使用舰载武器。舰队在事件中未遭受任何损失，乌克兰海军船只均成功抵岸。
2021年4月15日，乌克兰外交部表示俄罗斯以军事演习为名，宣布自下周起关闭刻赤海峡的黑海部分，禁止他国军舰及船只通航。外交部在声明中批评俄方行为严重侵犯《联合国海洋法公约》规定的自由航行权。根据公约，俄罗斯不得阻断途径国际海峡通往亚速海各大港口的过境通道。
2021年4月中，五角大楼发言人约翰·柯比声称俄罗斯在边境地区集结的兵力比2014年多。
根据一份针对飞行员的国际报告，4月20日到24日，俄罗斯对在克里米亚和黑海部分地区上空的航班实施了临时限制。 
4月22日，俄罗斯国防部长谢尔盖·绍伊古宣布缩减第58合成集团军、第41合成集团军、第7近卫山地空中突击师、第76近衛空中突擊師及第98近卫空降师参演规模，相关人员在对西部和南部军事区进行检查后，于5月1日返回各自的永久基地。波戈诺沃训练场的军事设施会被保留，已备与白俄罗斯在同年9月进行西方-2021演习。

### 第二次升级（2021年10月至2022年）
2021年10月11日，俄罗斯联邦安全会议副主席德米特里·梅德韦杰夫在《生意人报》上发表文章，认为乌克兰是西方的“附庸”，因此，俄罗斯联邦试图与乌克兰当局对话是毫无意义的，他认为乌克兰当局“软弱”、“无知”和“不可靠”。克里姆林宫后来明确指出，梅德韦杰夫的文章与俄罗斯对乌克兰现政府的看法“不谋而合”。
2021年11月，俄罗斯国防部将美国军舰在黑海的部署称为“对地区安全和战略稳定的威胁”。该部在一份声明中说：“美国在黑海地区活动背后的真正目标是探索行动区，以防基辅试图用武力解决东南部的冲突”。

#### 俄军第二次集结
2021年11月13日，乌克兰总统弗拉基米尔·泽连斯基宣布，俄罗斯在边境地区再次集结了10万军队，高于美国评估的约7万人。11月初，关于俄罗斯军事集结的报告促使美国官员警告欧盟，俄罗斯可能正在计划入侵乌克兰。
2021年11月21日，乌克兰国防部主要情报局局长基里尔·布达诺夫表示，俄罗斯在乌克兰边境附近集中了超过92,000名军队和伊斯坎德尔短程弹道导弹系统。布达诺夫称，俄罗斯是基辅反对接种COVID-19疫苗的抗议活动以及乌克兰其他抗议集会的幕后推手，目的动摇乌克兰的稳定，为大规模军事入侵做准备。据布达诺夫预计，俄罗斯将在2022年1月底至2月初采取更积极的行动。
2021年12月1日，俄罗斯指责乌克兰在顿巴斯部署了一半的军队（即约125,000名士兵）以对抗亲俄罗斯的分离主义者。2021年11月至12月，克里姆林宫官员声称，乌克兰违反了明斯克协议。克里姆林宫发言人德米特里·佩斯科夫否认任何“不寻常的军事活动”或计划入侵乌克兰，指责乌克兰“计划对顿巴斯采取侵略行动”，并敦促北约停止在俄罗斯边界附近“集中军事拳头”，用现代武器武装乌克兰。普京批评乌克兰使用土耳其制造的拜拉克塔尔-TB2无人机对付顿巴斯的亲俄分裂分子。俄罗斯指责乌克兰将重炮移向分离主义分子与乌克兰军队作战的前线，并指责乌克兰采取“挑衅行为”。
12月3日，乌克兰国防部长阿列克谢·列兹尼科夫向最高拉达的代表表示，“俄罗斯方面有可能出现大规模的升级。最有可能实现升级准备的时间将是1月底”。2021年12月初，杰尼斯分析认为，俄罗斯第41军（总部设在新西伯利亚）和第1近卫坦克军（通常部署在莫斯科周围）的主要人员已被重新部署到西部，加强了已经部署在靠近乌克兰边境的俄罗斯第20近卫军和第8近卫军。据报道，更多的俄罗斯部队已经进入克里米亚，加强已经部署在那里的俄罗斯海军和地面部队。
2021年12月，美國情報體系官员警告，俄罗斯正计划于2022年年初向乌克兰发动大规模军事进攻。

#### 確定入侵計畫與最後雙方交涉

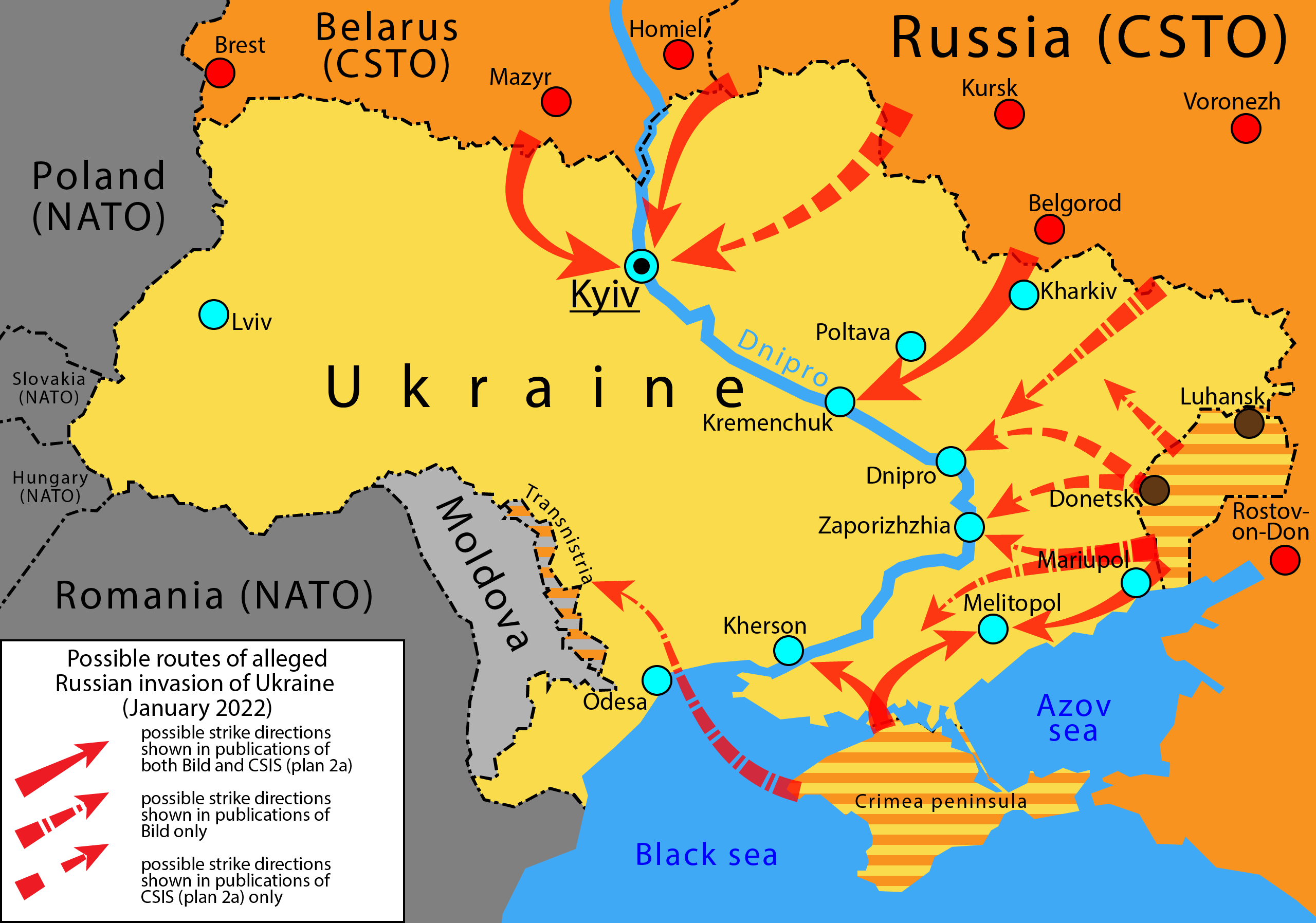
戰前一個月Bild、戰略與國際研究中心(CSIS)發佈論文描述入侵計畫，與俄方後來採取的一致。

2022年1月起，俄罗斯开始从乌克兰撤离外交人员，清空俄罗斯驻基辅大使馆。美國也從烏克蘭撤離使館人員家眷。
到2022年1月中旬，乌克兰国防部的一份情报评估报告估计，俄罗斯几乎完成了在乌克兰边境的军事集结，该地区共聚集了12.7万名士兵（其中10.6万名是俄罗斯武装部队的陆上集团部队，其余是海上和空中部队），并进一步支持35,000多名俄罗斯支持的分裂分子部队和3,000名在叛军控制的乌克兰东部的俄罗斯部队。评估报告估计，俄罗斯在乌克兰边境附近部署了36套伊斯坎德尔中程弹道导弹系统，每套系统的射程为500-700公里（310-430英里），许多系统驻扎在基辅的打击距离内。评估报告还称，俄罗斯加强了情报和战斗维持部队，如弹药和野战医院的移动。
2022年1月18日，据报道，俄罗斯军队向白俄罗斯派遣了数量不详的部队，官方理由是为了在下个月与白俄罗斯进行军事演习。然而乌克兰和美国的几位官员表示，在白俄罗斯的部队将被用来从北部攻击乌克兰，特别是由于乌克兰首都基辅离白俄罗斯与乌克兰边境非常近。
2022年1月19日，美国总统拜登预测俄罗斯将“进驻”（move in）乌克兰，但普京将为入侵付出“严重而昂贵的代价”，并将为此感到遗憾。拜登还说：“如果这是一次小规模入侵，那是另一回事，我们最终将不得不为该做什么和不该做什么而争吵。但是，如果他们真的用边境集结的部队做了他们有能力做的事，如果他们进一步入侵乌克兰，杀害乌克兰士兵等等，对俄罗斯来说将迎来一场灾难。”。拜登评论的含义是，北约盟友在如何应对俄罗斯“小规模入侵”乌克兰的问题上存在分歧。乌克兰官员和一些世界领导人及美国国会议员批评拜登的“小规模入侵”评论，认为这意味着较低层次的俄罗斯侵略不会得到有力的回应。乌克兰总统弗拉基米尔·泽连斯基写道：“我们想提醒大国，没有‘小规模的入侵’和所谓的小国。就像失去亲人时，没有‘小规模的伤亡’和‘轻微的悲伤’一样。”。第二天，美国政府澄清了拜登的评论，拜登表示，“我已经和普京总统说得很清楚了，他没有任何误解。如果有任何，任何，集结的俄罗斯部队越过乌克兰边境，那就是入侵……他（俄罗斯）将面临严厉的、协调一致的经济回应，我已经和我们的盟友详细讨论过，也向普京总统明确阐明了这点。”
2022年1月19日，乌克兰总统弗拉基米尔·泽连斯基接受《华盛顿邮报》采访时警告，俄罗斯军队可能入侵并控制乌克兰东部地区，如哈尔科夫州；他还认为，入侵将导致乌克兰和俄罗斯联邦之间的大规模战争。
1月20日，俄罗斯宣布计划举行从太平洋到大西洋的大型海军演习，其中包括140艘军舰和辅助船只，60架飞机和10,000名士兵。
1月22日，英国政府在一份极不寻常的公开声明中，公开指称俄罗斯正在组织一项计划，通过军事力量取代乌克兰政府，并在该国建立一个亲俄罗斯的政府，特别指出乌克兰议会前议员叶夫根尼·穆拉耶夫是潜在的新领导人。穆拉耶夫否认了任何这样的计划，俄罗斯政府也否认了这一指控，说这是“证据是以盎格鲁-撒克逊人为首的北约国家正在使乌克兰周边的紧张局势升级”。
1月24日，美国国防部发言人约翰·柯比宣布，美国境内的8500名军人已进入预备调遣状态，做好进驻东欧地区北约成员国的准备。
1月25日，美国向乌克兰提供第三批武器。當天，俄羅斯開始在靠近烏克蘭的南部軍區舉行6000多名軍人參與的演習。
1月26日，美国与北约以书面正式回绝俄罗斯所提「北约不东扩、乌克兰不加入」立场。當天俄罗斯和乌克兰代表以及德国和法国官员在巴黎举行会谈。在经过8小时的谈判后，双方同意维持停火。
1月27日，俄罗斯外交部表示，俄羅斯會通过外交途径解决危机，不會讓俄罗斯和乌克兰之间發生战争。
1月28日，白俄罗斯总统卢卡申科表示，如果俄罗斯受到攻击，白俄罗斯将支援参战。當天法国总统马克龙分别与普京和乌总统泽连斯基通话，强调各方应就乌克兰危机保持对话。泽连斯基表示，尽管存在战争的可能，但当前俄乌局势没有升级。他国一直在渲染、夸大出现战争的可能。
1月30日，北约秘书长斯托尔滕贝格表示，北约没有在乌克兰部署作战部队的计划。1月31日，联合国安理会就乌克兰危机举行会议。當天美国国务院建议美国公民暂停前往白俄罗斯，并要求美政府雇员的家属从该国离开。
2月初，英国首相约翰逊、荷蘭首相、波蘭總理、土耳其總統、德法等國外長抵达乌克兰訪問。法國與德國領導人也會訪問俄羅斯及烏克蘭。约翰逊表示英国将继续支持乌克兰捍卫主权。英、烏、波三國宣布強化彼此之間的合作關係。同時北约在距俄罗斯边境约60公里处进行一周的训练。俄罗斯則与白俄罗斯的军队在乌克兰边境附近进行实弹演习。2月1日，烏克蘭總統澤連斯基簽署法令，決定在未來3年內將烏克蘭武裝部隊人數增加10萬人。當天美国決定向波兰和罗马尼亚增派近3,000名士兵。
2月2日，俄國太平洋艦隊派出瓦良格号巡洋舰及特里巴特斯海軍上將號驅逐艦前往黑海增援。然而，土耳其根據《蒙特勒海峽制度公約》，拒絕兩艦通過土國海峽。
2月4日，美国官员表示，俄罗斯已提前计划制作一段假乌克兰袭击讲俄语的平民的影片，以此作为入侵乌克兰的借口，并将情报分享给欧洲盟友。美国国务院发言人内德·普莱斯面对《美联社》记者质问时举例，俄罗斯过去曾进行过类似的「假旗」袭击，包括在2014年俄罗斯占领乌克兰半岛之前，在电视转播中声称乌克兰在克里米亚发生种族灭绝事件。并补充有关消息来自确信的情报，而公开它的目的是阻止俄罗斯执行。英国情报官员对此进行分析，并且高度相信俄罗斯正计划策划这种虚假攻击，以证明入侵是正当的。北约秘书长延斯·斯托尔滕贝格表示，俄罗斯继续增加在乌克兰边境附近部署的士兵，包括向邻国白俄罗斯派遣更多特种部队、导弹和先进战斗机，是自冷战以来俄罗斯最大的部署。
2月9日，德國、法國和波蘭領導人在德國總理官邸會談如何降溫局勢。
2月10日，美国国务院重新发布了乌克兰旅行警告。同時拜登警告在乌美国人应立即离开乌克兰。當天俄罗斯和白俄罗斯军在白俄罗斯多个军事训练场启动“联盟决心-2022”联合军事演习。
2月11日，美国国家安全顾问杰克·沙利文建議所有在乌克兰的美国人都要在未来24小时至48小时内离开。
2月12日至13日，美國、澳大利亚、加拿大、英國、德國等國開始撤離驻基輔使馆的外交人員，部分國家同時暂停驻烏克蘭使馆业务。
2月15日，俄罗斯总统普京在与德国总理朔尔茨会谈后的联合新闻发布会上表示俄罗斯不希望在欧洲发生战争，而且俄罗斯决定从乌克兰附近部分撤军。同日，乌克兰军队、国防部和主要银行的网站遭到一系列网络攻击导致无法服务。
2月16日，乌克兰总统泽连斯基评论，俄罗斯还没有从乌克兰边境附近的阵地撤出。泽连斯基称，他只是听说过俄罗斯宣布撤军这件事，但现在这只是一个声明，实际上乌克兰依然被俄军包围。
2月17日，乌克兰与东部亲俄武装分子交战，乌克兰一所幼儿园被亲俄武装分子控制的卢甘斯克地区发射的炮弹击中，造成至少3人受伤。乌克兰与亲俄武装分子互相指控对方违反停火协议。北约、美国、德国与英国等国家要求防止轉發有關俄罗斯撤军的「虚假信息」，并指控俄罗斯在乌克兰东部进行假旗行动，为入侵乌克兰制造借口。同日，立陶宛总统吉塔纳斯·瑙塞达则表示，俄罗斯已在白俄罗斯集结了45,000名士兵，对波罗的海国家和波兰构成了威胁。當天俄罗斯驱逐了美国驻俄罗斯副大使巴特·戈尔曼（Bart Gorman）。
2月18日，由东乌民间武装控制的顿涅茨克市与卢甘斯克市分别发生三起爆炸事件。顿涅茨克市发生一起政府大楼外的一辆汽车遭到炸弹袭击，卢甘斯克市则分别发生针对天然气管道和汽车服务站的爆炸事件，但没有人员伤亡的报告，也没有独立证实这三起爆炸的情况。与此同时，俄罗斯与白俄罗斯进行大规模的核演习。
在顿涅茨克地区烏克蘭政府控制的部分地区发生炮击事件，造成一名士兵死亡。乌克兰东部司令部表示，士兵是因为炮弹的碎片致死。乌克兰军方表示，当天开始以来，已记录了19起分离主义分子违反停火协议的情况，而此前24小时内则为66起，并使用了明斯克协议禁止的重炮向20多个定居点开火。另一支联合国人道主义车队则在卢甘斯克地区遭到叛军的炮击。
第58届慕尼黑安全会议開幕，乌克兰危机成为此届慕尼黑安全会议的主要议题。不過俄羅斯拒絕參與，这是俄罗斯自1999年以来首次没派官方代表参加慕尼黑安全会议。
卢甘斯克和顿涅茨克地区的亲俄领导者宣布了进行全面军事动员的动员令。两地亲俄领袖杰尼斯·普希林和列昂尼德·帕谢奇尼克发布相似的声明，召唤后备军人全面动员捍卫顿巴斯地区，并下令该地区的700,000多名居民疏散到俄罗斯境内。由于撤离人员的涌入，俄罗斯罗斯托夫地区当局宣布进入紧急状态。
2月19日，烏克蘭軍方傷亡增加到2名士兵死亡與4人受傷。

### 第三次升级至激化（2022年2月至全面入侵）

#### 俄罗斯承认顿巴斯独立
俄罗斯总统普京在當地時間2月21日發佈電視講話，宣佈承認烏克蘭東部民兵组织控制的頓涅茨克和盧甘斯克為獨立國家。在宣佈這一消息後他還發表了長達一小時的全國電視講話，稱乌克兰从来没有独立建国的传统，烏克蘭是「古老的俄羅斯土地」，現代烏克蘭是由蘇聯「創造」的，是蘇維埃俄罗斯通过割去自己部分领土建立的，並認為烏克蘭在「傀儡政府」的統治下已淪為「美國殖民地」。普京在全国讲话后签署了承认顿涅茨克人民共和国和卢甘斯克人民共和国的总统令以及俄罗斯与两国的友好互助条约。
美国总统拜登立即签署行政命令，禁止美国人在頓涅茨克人民共和國和盧甘斯克人民共和國展開商业活动，並且對在這些地区经营的企业的领导人或高管实施制裁。美国還将制裁俄罗斯的VEB银行和Promsvyazbank银行以及俄罗斯主权债务。英國和歐盟同樣表態將實施制裁。德国外交部呼吁俄罗斯取消這一決定。

#### 俄軍第三次集結
在2月21日宣佈承認分離地區為獨立國的決定後不久，普京還簽署命令，要求俄羅斯國防部向這兩個地區派遣軍隊執行「維和任務」。隨即路透社報導有目击者看到，有异常庞大的军车纵队通过了顿涅茨克市，各地俄軍車輛開始出現Z字樣，準備大規模行動。但具體派遣部队规模暫未有確切數字，根據普京签署之命令，命令生效後俄羅斯有權在兩個被承認獨立的地區建立軍事基地，俄軍可以進駐執行「維持和平任務」。2月22日，俄罗斯外交部宣布与顿涅茨克人民共和国和卢甘斯克人民共和国建立大使级外交关系。
同日，聯合國秘書長古特雷斯批評俄羅斯曲解「維持和平」的概念，聯合國完全支持烏克蘭在其國際公認的邊界內的主權和領土完整，俄軍未經另一國家批准便進入其領土，根本不是維和人員，對於俄羅斯宣稱烏克蘭東部的頓涅茨克和盧甘斯克地區發生種族滅絕，古特雷斯回應稱指控須符合國際法，他認為頓涅茨克和盧甘斯克地區並未有發生此情況。古特雷斯強調《聯合國憲章》不是單點菜單，條款不能被選擇性應用，俄羅斯作為會員國必須遵守所有條款。
美国总统拜登立即签署行政命令，禁止美国人在頓涅茨克人民共和國和盧甘斯克人民共和國展開商业活动，並且對在這些地区经营的企业的领导人或高管实施制裁。美国還将制裁俄罗斯的VEB银行和Promsvyazbank银行以及俄罗斯主权债务。英國和歐盟同樣表態將實施制裁。德国外交部呼吁俄罗斯取消這一決定。
2月23日，烏克蘭政府宣布進入緊急狀態，同時俄羅斯開始撤離駐烏克蘭外交人員。2月24日，俄羅斯總統普京授權俄軍在頓巴斯地區展開特別軍事行動，並表示俄軍與烏軍的衝突已不可避免。同時俄羅斯發布航行通告，禁止民用飛機進入與俄接壤的烏克蘭東北部地區。當天清晨，乌克兰总统泽连斯基宣布乌克兰全境进入战时状态並在全国实施戒严，全天奏響防空警報。

#### 入侵烏克蘭
在俄羅斯總統普京宣布對烏克蘭東部的頓巴斯地區展開「特別軍事行動」後，俄羅斯國防部宣稱俄軍已登陸黑海沿岸的港灣城市敖德薩和馬里烏波爾，並佔領相關城市，癱瘓烏克蘭空軍，惟有關說法遭烏克蘭否認。馬里烏波爾發生爆炸後現場濃煙竄天。而烏克蘭軍方宣稱擊落俄軍五架戰機和一架直升機。同時，白俄羅斯正式宣佈越界進入烏克蘭，以支援俄羅斯的軍事行動。此外俄軍越過烏克蘭東北部哈爾科夫州的邊境。烏克蘭首都基輔與第二大城市哈爾科夫相繼傳出多起爆炸。烏克蘭內政部指出，基輔附近的爆炸是來自巡航導彈與彈道導彈襲擊。有CNN記者在基輔進行連線播報的同時，正好錄到連續的爆炸聲響。許多民眾打包行李開車逃離烏克蘭首都基輔，連高速公路都湧現車潮。首都附近的鲍里斯波尔国际机场也遭轟炸。

## 全面激化前各方的應對

### 準軍事活動

#### 俄罗斯破坏行动和网络攻击指控
2021年11月26日，乌克兰总统弗拉基米尔·泽连斯基指责俄罗斯和乌克兰寡头里納特·阿赫梅托夫支持推翻他的政府的计划。俄罗斯否认参与任何政变阴谋。2021年12月，泽连斯基呼吁对俄罗斯采取先发制人的行动。
2022年1月10日，乌克兰政府宣布逮捕了一名据称是俄罗斯军事情报人员，他试图招募其他人在乌克兰城市敖德萨进行袭击。1月14日，乌克兰遭到了针对乌克兰外交部、教育部等网站的网络攻击；肇事者被怀疑是俄罗斯黑客。同一天，乌克兰军事情报称，俄罗斯的特勤部门正在准备对驻扎在德涅斯特河沿岸的俄罗斯士兵进行“挑衅”，目的是为俄罗斯入侵乌克兰创造借口，德涅斯特河沿岸是一个未经承认的分裂国家，国际上被承认是摩尔多瓦的一部分。
2022年2月15日，乌克兰军队、国防部和主要银行的网站遭到分布式拒绝服务（DDoS）的网络攻击。乌克兰官员指控，唯一对乌克兰的袭击感兴趣的国家是俄罗斯。2月23日，乌克兰政府机构和银行的网站再次成为网络攻击的目标。乌克兰政府和国家网站连接中断，乌克兰议会、内阁和外交部网站均受到影响，基辅归咎于俄罗斯的网络攻击。

#### 乌克兰的防卫
为应对俄罗斯可能发动的新一波入侵，乌克兰陆军2021年4月召开会议，计划巩固边境及关键设施的防卫，打击南部的破坏侦察小组。同月，泽连斯基视察顿巴斯地区防卫部队。
2021年12月，美国估计俄罗斯会出动17.5万多人的军队入侵乌克兰。乌克兰国防部长阿列克谢·列兹尼科夫表示：“我们的军队有25万人，另外还有40万退役军人和20万预备役军人。（俄罗斯的）17.5万人不足以进入乌克兰。”列兹尼科夫认为俄罗斯会在2022年1月下旬对乌克兰发动大规模袭击。
2014年战争后成立的预备役地面部队乌克兰國土防禦部隊额外招募平民，训练他们在城市打游击、武器使用。《纽约时报》认为这些叛乱战术可以在乌克兰军队寡不敌众情形下，展开抵抗运动。2022年1月，乌克兰前国防部长安德烈·扎戈罗德纽克认为俄罗斯如果发动入侵，军队可能会破坏“国家重要的军事基础设施”，以此“大举攻入乌克兰领土”，但守卫有难度。他进一步表示：“俄罗斯入侵军会与非常积极的对手在熟悉的环境中一战。把现役军队和退伍军人、预备役军人、国土防卫部队和大批志愿军融合在一起，乌克兰可能打造上千个机动性强的小部队，向俄军发动攻击。这会让克里姆林宫简直不可能在占领区建立政府，或是保障物资供给线。”
为了应对俄罗斯可能派军进驻乌东顿巴斯地区的演变，乌克兰总统泽连斯基于2022年2月23日决定推出一个特殊时期的预备役制度，征募18至60岁之间年龄的预备役军人，但排除总动员应战。

#### 外国对乌克兰的军事援助

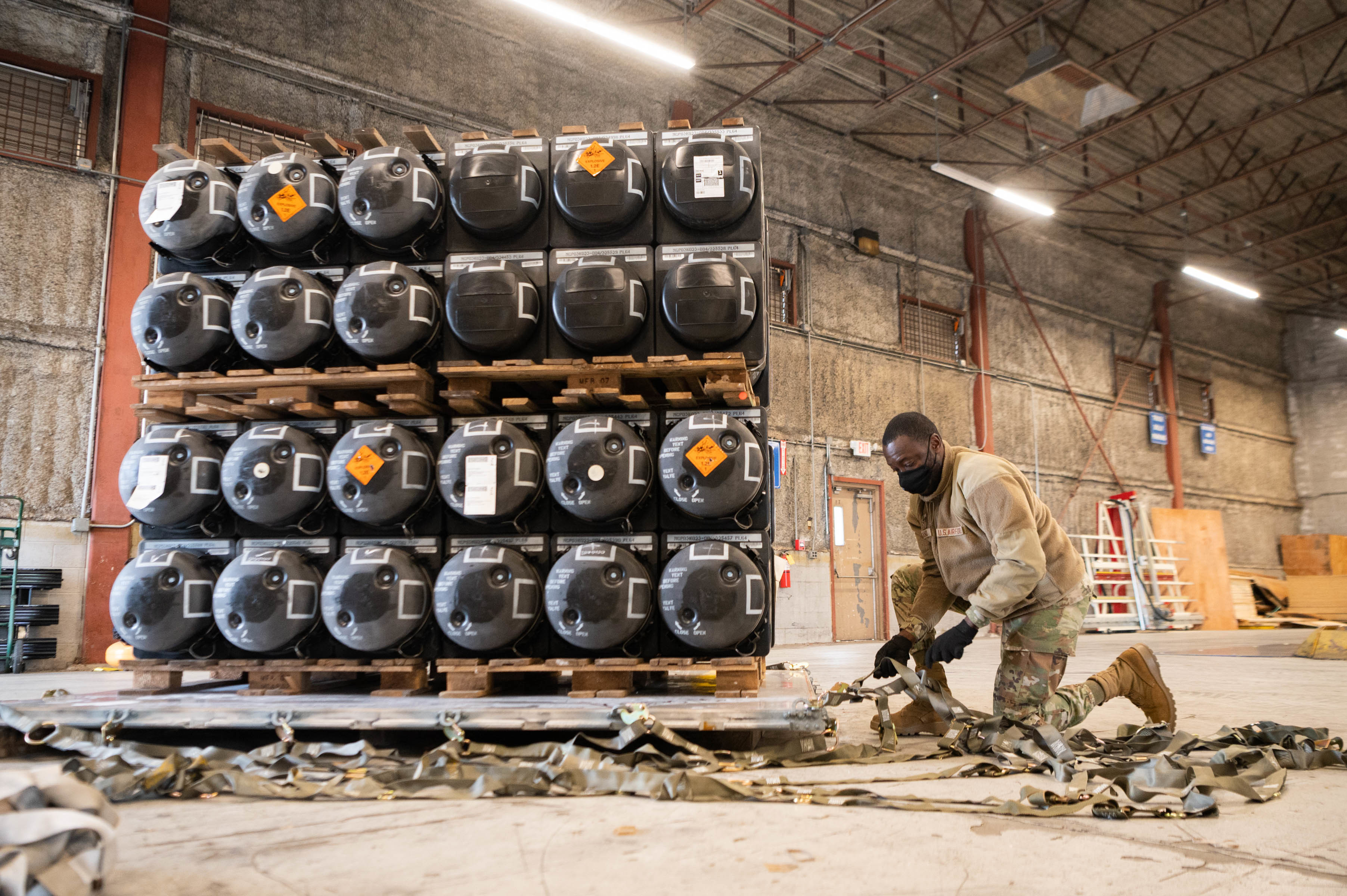
2022年1月21日，美国多佛空軍基地第436空運聯隊的一名飞行员准备将武器和弹药运往乌克兰。

俄罗斯在俄乌边境集结10万名军人后，为应对新一轮入侵威胁，美国与其他北约成员国向乌克兰提供军事援助，协助当地加强防御。首批约90公噸（200,000磅）的军事装备2022年1月抵达乌克兰，其中包括美国提供的FGM-148标枪反坦克导弹、反装甲炮、重机枪、小型武器及弹药、安全无线电系统、医疗设备及武器配件。
美国国防部长劳埃德·奥斯汀与美國參謀長聯席會議主席马克·米利表示美国支持乌克兰的反俄叛乱势力，类似于1980年代中情局协助阿富汗的反苏联圣战者叛军。然而，前北约欧洲盟军最高指挥官詹姆斯·斯塔夫里迪斯认为组织如今军事支持乌克兰反俄游击队的程度远不及当年支持阿富汗反苏联势力。
12月，美国政府批准向乌克兰额外拨出2亿美元国防援助，加上之前的援助，2021年总援助金高达6.5亿美元。次月，美国开始运送致命武器，包括.50口径勃朗宁机枪弹、M141反碉堡彈藥及标枪导弹系统。美国还计划将阿富汗空军之前使用的Mi-17直升机运输给乌克兰。拜登政府还批准运输美制FIM-92刺针面对空导弹。2022年1月，拜登政府批准波罗的海三国立陶宛、拉脱维亚及爱沙尼亚向乌克兰运送美制装备。另外，爱沙尼亚还向乌克兰捐赠标枪反坦克导弹，拉脱维亚和立陶宛提供刺针防空系统及关联设备。
北约其他成员国也向乌克兰提供援助。2022年1月，英国和加拿大加强现有军事训练计划，其中英国额外部署军事训练员，提供轻型反装甲防卫系统，加拿大部署小型特种部队代表团援助乌克兰。1月17日，英国国防大臣本·華萊士宣布英国向乌克兰提供1100枚短距离反坦克导弹。1月20日，英国天空新闻台报道英國皇家空軍C-17运输机向乌克兰运输2000枚短距离MBT LAW反坦克飛彈。
1月16日，丹麦政府决定向乌克兰提供价值2200万欧元（2480万美元）的防卫包裹。1月21日，荷兰外交部长沃普克·胡克斯特拉表示准备向乌克兰提供“防御性军事支持”，表示乌克兰早在1月20日就向荷兰请求武器协助。荷兰议会以大多数支持提供武器。
2022年1月31日，波兰宣布向乌克兰提供致命武器，计划提供大量轻型弹药、炮弹、轻型迫击炮系统、侦察无人机及波兰制雷霆面对空导弹。
2022年2月19日，加拿大將一批包括機槍、狙擊步槍及夜視鏡等的軍事裝備運送給烏克蘭。

#### 外國志願者協防烏克蘭
據國際媒體估計，結至2021年底已約有一萬七千人左右、來自世界各國的志願者組成國際志願軍與烏克蘭國防軍一同對抗俄羅斯，其成員來自五大洲，許多人本身是原國籍的退伍軍人或特種部隊成員，其成員來自美國、英國、德國、法國、奧地利、希臘、白俄羅斯、俄羅斯、克羅埃西亞、塞爾維亞、阿爾巴尼亞、喬治亞、澳大利亞、墨西哥等世界各國的志願者，據傳也有來自亞洲的印度與日本的志願者加入；其中志願兵人數最多的族裔為白俄羅斯人及喬治亞人
外國公民加入烏克蘭武裝部隊的申請程序通常需要兩到四個月。該申請在烏克蘭首都基輔完成，將會進行醫學和心理評估，以及犯罪背景調查。 
加入烏克蘭正規武裝部隊的外國人在其服役合同期間將會獲得烏克蘭臨時居留權，通常為期三年。加入志願組織為戰爭做出貢獻的外國人必須通過其他方式獲得臨時居留權。

#### 北约加强防御
荷兰和西班牙政府也在北约的支持下派遣军队。2022年1月20日，西班牙国防部长玛加丽塔·罗夫莱斯表示西班牙海军已经部署到黑海地区。执行扫雷舰任务的P-41巡逻艇已经在路上，布拉斯·德莱索巡防舰1月22日出发。她还表示西班牙政府正考虑向保加利亚部署空军。荷兰表示会向保加利亚派出两架F-35战斗机，执行北约的扩大空中监视任务。
2022年1月5日，首批2000名新部署的美军驻欧洲士兵抵达德国和波兰，参与加强北约东翼防御行动。
2022年2月7日，英国首相约翰逊表示英国不会“退缩”，已准备向欧洲东部部署皇家海軍陸戰隊、皇家空軍飞机和皇家海軍战舰。
2月11日，驻欧美军开始准备每年2月在欧东部举行的军刀打击军演。

#### 歐美呼籲國民離開烏克蘭
2022年2月12日，美國政府表示俄羅斯入侵烏克蘭的戰爭逼近，呼籲在烏克蘭的僑民在48小時內離開。同日，英國呼籲僑民立即離開烏克蘭，日本外務省亦呼籲在當地的僑民立即撤離。
2022年2月19日，德國外交部表示烏克蘭隨時發生軍事衝突，要求該國公民盡速離開烏克蘭。

### 外交斡旋

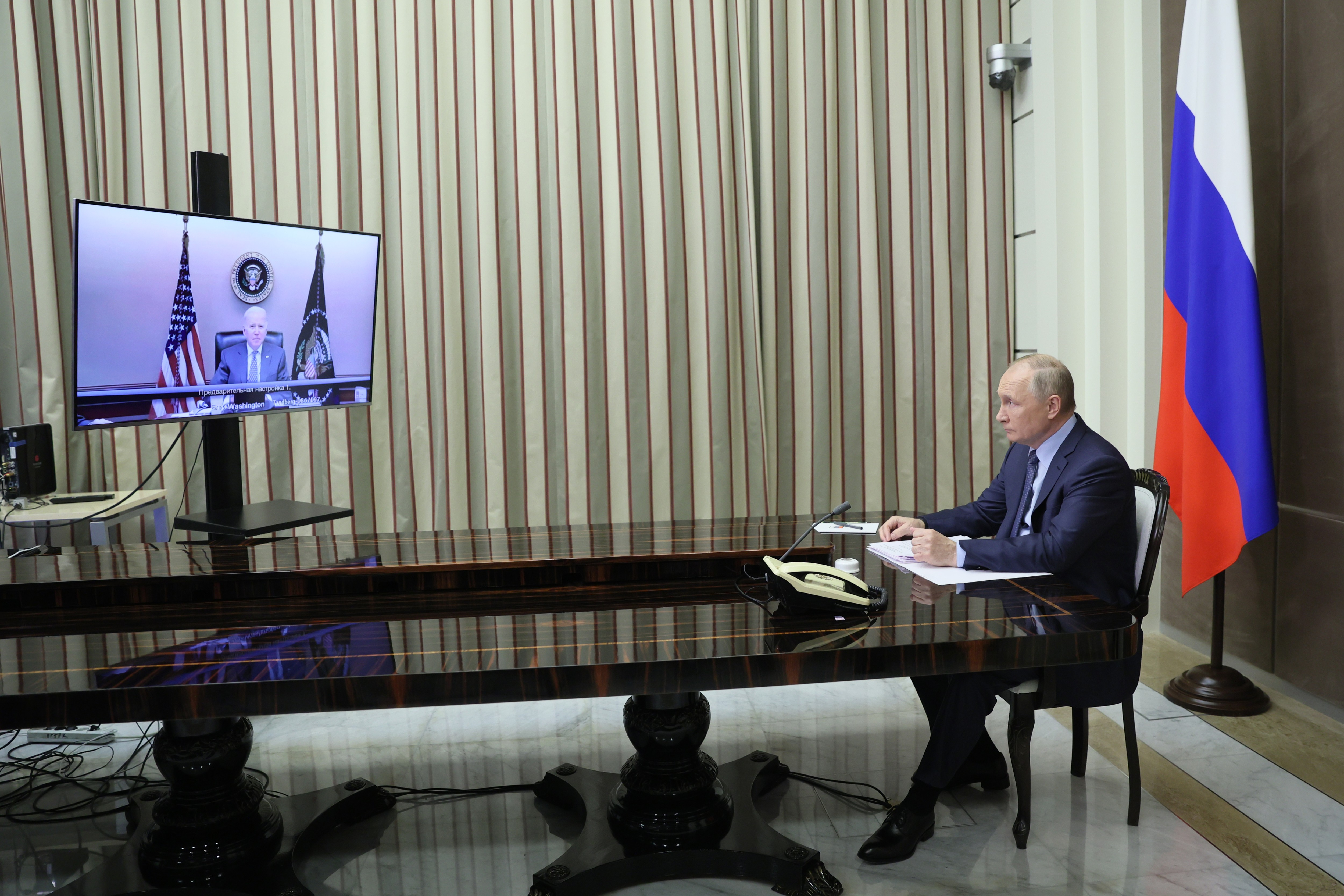
2021年12月7日，美国总统乔·拜登与俄罗斯总统弗拉基米尔·普京视訊通话

2021年11月2日到3日，美国中央情报局局长威廉·约瑟夫·伯恩斯在莫斯科克里姆林宫会见俄罗斯高级情报人员，转达拜登对俄乌边境局势的全切。据有线电视新闻网报道，莫斯科会议结束后，伯恩斯与泽连斯基通电话，以缓解俄罗斯与乌克兰的紧张局势。与此同时，美国国务院高级军官被派遣到乌克兰。
11月15日，代任德国外交部长海科·馬斯与法国外交部长让-伊夫·勒德里昂发表联合公报，关切“乌克兰附近地区俄罗斯军队及武器装备的活动”，呼吁双方“克制”。同一时间，五角大楼新闻秘书约翰·科尔比确认美国继续观察俄军在乌克兰边境的“异常军事活动”。美国国务卿安东尼·布林肯与勒德里昂讨论当地俄军事活动的报告。11月16日，北约秘书长延斯·斯托尔滕贝格呼吁西方国家向俄罗斯发出“明确信号，减缓紧张局面，避免在乌克兰境内及周边地区升级局势。”斯托尔滕贝格认为乌克兰边境附近的俄军“异常集中”。
2021年11月初，乌克兰情报部门评估俄军向乌克兰边境增兵的情报，认为有“心理压力的成分”。一周后，乌克兰总统办公室承认俄罗斯在边境地区部署“特定军事集团”。乌克兰外交部长德米特里·库列巴敦促法国和德国政府准备好俄罗斯对乌克兰采取行动。

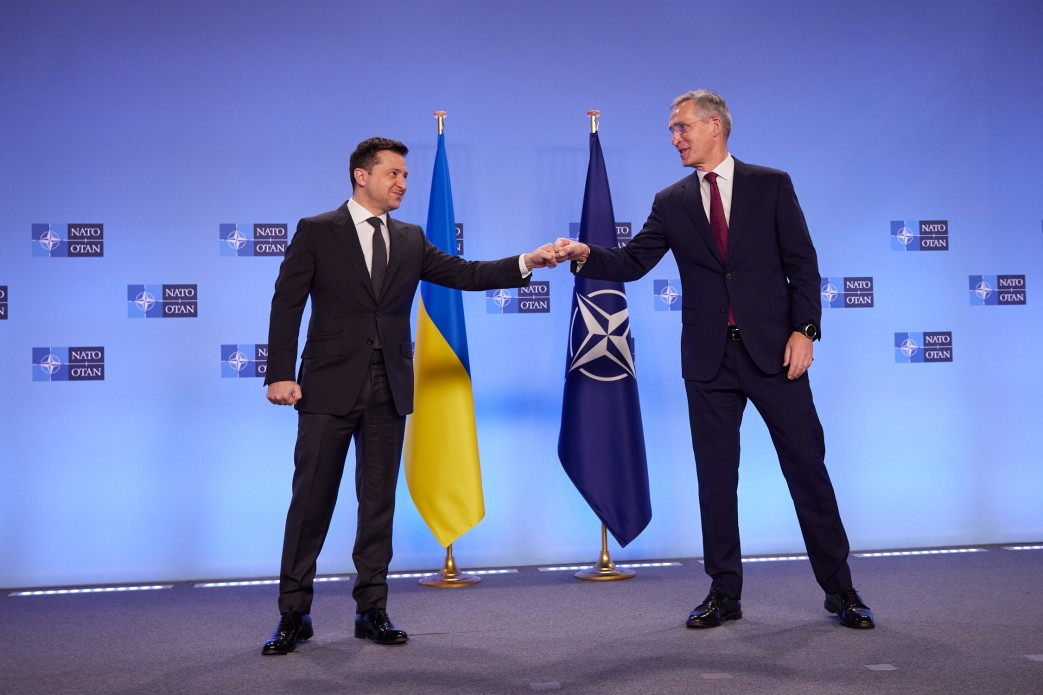
2021年12月16日，乌克兰总统泽连斯基与北约秘书长斯托尔滕贝格在布鲁塞尔会面

乌克兰也加紧外交方面的行动。11月15日，泽连斯基与欧盟高峰会主席夏尔·米歇尔商讨“乌克兰边境地区安全局势”。同日，库莱巴在布鲁塞尔探讨同一问题。乌克兰新任国防部长阿列克谢·列兹尼科夫来到华盛顿，11月18日会面美国防部长劳埃德·奥斯汀。11月16日，英国国防大臣本·华莱士访问基辅。
以色列与乌克兰及俄罗斯两国关系牢固，时不时在两国中间扮演对话代言人角色。2021年4月，泽连斯基请求以色列总理本雅明·内塔尼亚胡就自己和普京的关系进行斡旋。以色列向俄罗斯提出有关想法，但遭到拒绝。10月与泽连斯基在基辅会谈期间，以色列总统艾萨克·赫尔佐格向泽连斯基表示，新总理納夫塔利·貝內特率领的政府会继续展开斡旋。两个礼拜后，贝内特在索契向普京提出这个想法，但被拒绝。
2022年1月21日，俄罗斯联邦共产党在《真理报》表示驻国家杜马代表会提出议案，请求普京总统正式承认分裂出来的頓涅茨克人民共和國和卢甘斯克人民共和国。月底，美国与欧洲盟国商讨运用制裁手段应对俄入侵。美方认为制裁行动必须“迅速、严厉”，致命打击俄罗斯的银行、债券市场及普京亲密精英战友的财产。然而有关提议饱受批评，将俄罗斯银行踢出Visa、万事达和SWIFT支付系统的提议最终被剔除。美国与北约指定逐步缓和的挑战俄罗斯计划，包括减少西方国家的煽动性言论、让俄军从俄乌边境撤出、重启顿巴斯地区和平谈判及临时暂停美国与北约或俄罗斯在黑海及波罗的海的军事演习，以此打造令人信服的震慑力。
2022年1月26日，俄罗斯、乌克兰、德国、法国高级官员参照诺曼底模式，在巴黎按计划举行会谈，之后法国总统埃马纽埃尔·马克龙1月28日与普京通电话。为满足俄罗斯参与巴黎会谈的条件，乌克兰撤回议会提议重新兼并克里米亚和顿巴斯的法律草案。这项草案被认为与《明斯克协议》相悖。
2月7日，法国总统马克龙在莫斯科会见普京。马克龙说普京表示俄罗斯不会进一步升级危机，普京则对北约是“防御性联盟”的说法嗤之以鼻，警告西方国家不要让乌克兰加入北约，否则欧洲国家会“自动”与俄罗斯交战。在馬克龍的斡旋下，普京與拜登答應會面，但在俄羅斯承認盧甘斯克人民共和國和頓涅茨克人民共和國後美國方面表示兩國元首會面計劃取消。

#### 北约与俄罗斯安全会谈

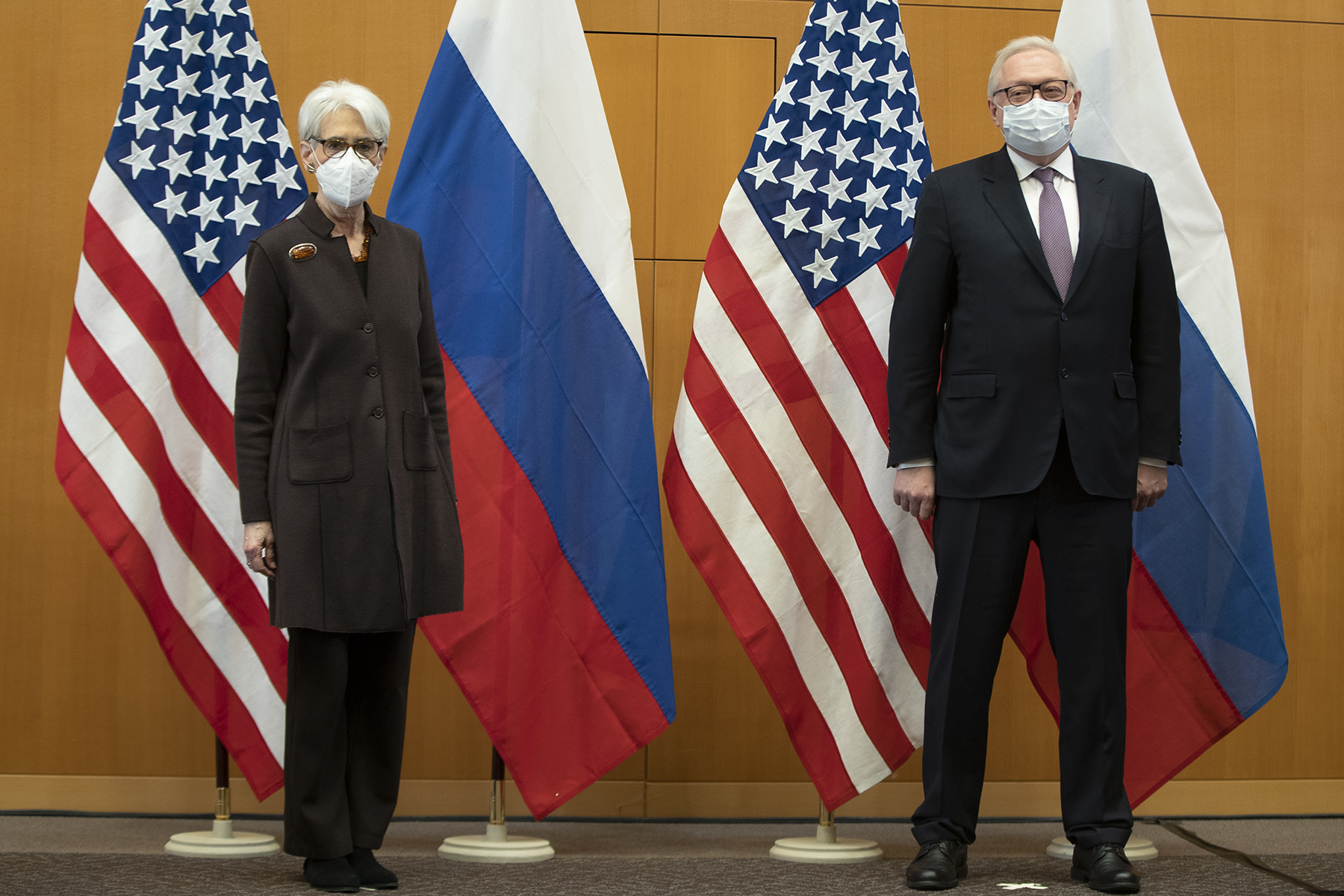
2022年1月10日，美国副国务卿温迪·谢尔曼在日内瓦会见俄罗斯副外交部长谢尔盖·里亚布科夫

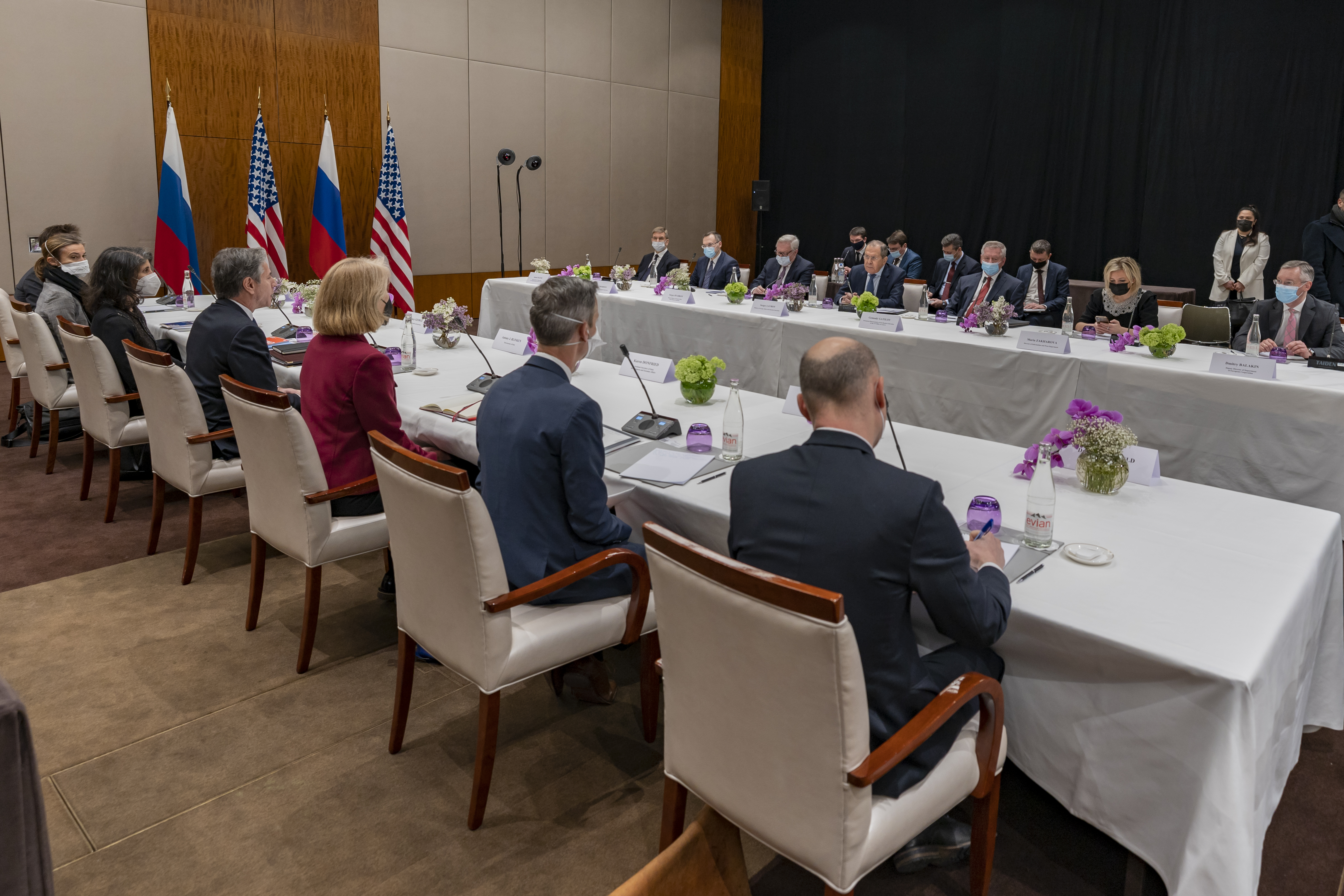
2022年1月21日，美国国务卿安東尼·布林肯在日内瓦会见俄罗斯外交部长谢尔盖·拉夫罗夫

2021年12月7日，美国总统拜登与普京举行視訊会议。会议其中一个话题是乌克兰危机，俄方声明普京强调“北约正危险地开发乌克兰领土，增强其在（俄罗斯）边境地区的潜力”，要求北约做出“可靠的法律保证”，承诺不针对俄罗斯扩张势力范围，或是在毗邻俄罗斯的国家部署打击武器系统。
2021年12月15日，俄罗斯正式向美国提交安全保证方面的条约草案，当中条文声明美国及北约不会向非北约成员的后苏联国家部署军队，不再进一步向东扩张盟国，不再在其他国家部署军队（1997年5月27日前已部署的军队除外），避免在乌克兰及东欧、南高加索及中亚地区进行军事活动。
2021年12月30日，拜登与普京进行长达50分钟的电话会议。根据白宫事后发表的声明，拜登在会谈中敦促普京“缓和与乌克兰的紧张局势”。普京助手表示，拜登向普京表示美国不计划向乌克兰部署进攻性武器，并警告俄罗斯不要继续进犯乌克兰，否则会付出“严重成本及后果”，例如美国额外施加经济制裁、美军在北约东部成员国增兵、继续帮助乌克兰，普京则表示会以“彻底中断”与美国乃至西方国家关系来回应制裁。翌日，俄外交部长拉夫罗夫回应俄罗斯期望美国回应“安全承诺”提议的问题：“我们不允许任何人用无休止的讨论拖延我们的倡议。如果西方国家未在合理时间内做出建设性的回应，继续采取进犯策略，俄方将不得不采取必要行动加强战略平衡，消除无法让人接受的国家安全威胁。”
2022年1月10日，美俄双方在日内瓦举行双边会谈，商讨“对双方各自军事活动及乌克兰冲突局势升温”的关切。会谈由俄罗斯副外交部长谢尔盖·里亚布科夫和美国副国务卿温迪·谢尔曼主持。
1月12日，北约—俄罗斯理事会在布鲁塞尔举行日内瓦会议的后续会谈。根据北约官方声明，北约全部30个成员国及俄罗斯的代表团商讨“乌克兰境内外的局势及其对欧洲安全的影响”。俄国防部在会后表示：“俄方评估了欧洲的安全局势，解释了俄罗斯安全保障条约草案的军事内容。”俄罗斯认为会谈不成功。会后，北约秘书长斯托尔滕贝格尊重乌克兰加盟，表示北约盟国“团结在每个国家有权自行选择道路的核心原则上”，认为“俄方在乌克兰能否加入北约的问题上没有否决权。归根结底，决定成员的资格必须在北约盟国和乌克兰手上。”
1月21日，拉夫罗夫和布林肯在日内瓦会面，布林肯在事后表示会议“不是谈判，但会坦诚地交流关切和想法”。会后，布林肯表示美国明确向俄方表示，若再发动入侵，“会遭遇美国及其盟国果断、严厉、统一的回应”。
1月26日，美国书面回应俄罗斯的安全要求，否决莫斯科要求北约放弃乌克兰日后能加入北约的承诺。针对美方的回应，布林肯表示文件提到“美国与盟国关切俄罗斯破坏安全的行动，以有原则和务实的方式评估了俄罗斯提出的关切，对各方存在共同点的领域提出我方建议。”2月1日，普京表示美方的回应未能解答莫斯科的“三大关键需求”，即不扩张北约、不向俄罗斯边境地区部署进攻性武器、将北约军事设施恢复到1997年的状态。

#### 联合国安理会
1月31日，联合国安理会举行会议，商讨当前局势。俄罗斯提议中断会议，结果以10票支持、2票反对、3票弃权否决。辩论会上，美方与俄方互相指责。美国驻联合国大使琳达·托马斯-格林菲尔德指控俄罗斯的行动“具侵略性”，“明显威胁到国际和平与安全”，认为俄罗斯“在欧洲的军事动员是数十年来最大的一次”，“将乌克兰和西方国家描绘成侵略者是为攻击制造借口”。俄罗斯驻联合国大使瓦西里·涅边贾指责西方国家“虚伪”，是乌克兰局势加剧的罪魁祸首。他指责美国“挑起事端”，认为安理会会议是让“俄罗斯和乌克兰挑拨离间”。他认为乌克兰未遵守2014年和2015年的《明斯克协议》，终结与分离势力的冲突，而西方国家“向乌克兰输送全部武器”也违反协议。他警告乌克兰违反协议的行为可能会以“最糟糕的方式”结束。
乌克兰常驻联合国代表谢尔盖·基斯利察表示俄罗斯在乌克兰边境与克里米亚境内附近部署11.2万名军人，在乌克兰对开海域部署1.8万名军人。中国常驻联合国代表张军表示会议适得其反，需要“安静外交，而不是大声公外交”。最终会议未达成决议。
2月17日，在乌克兰政府和亲俄武装分子互相指责在顿巴斯东部地区开火后，俄罗斯向联合国提交一份报告，指责乌克兰正在寻求对顿巴斯讲俄语的人口进行种族灭绝。

#### 国际条约与谈判架构
2021年12月15日，俄罗斯提出所谓“条约草案”，提及多项国际协议，包括《欧洲安全宪章》及北约—俄罗斯理事会。2022年1月，北约和美国的回应提到了北约—俄罗斯理事会、欧洲常规武装力量条约、美俄战略稳定对话、赫尔辛基协议、欧洲安全与合作组织、诺曼底模式及其他条约和论坛。
2022年2月11日，乌克兰引用2011年《维也纳文件》第三章《风险减少》，请求俄罗斯详细说明在“乌克兰边境及临时占领区克里米亚范围的军事活动”。
| 名称                   | 有关各方                           | 缔约或成立日期 | 法律状态   | 讨论话题                                      | 参考                    |
| ---------------------- | ---------------------------------- | -------------- | ---------- | --------------------------------------------- | ----------------------- |
| 布达佩斯安全保障备忘录 | 乌克兰、俄罗斯、美国、英国         | 1994           | 不具约束力 | 2022年1月美方回应俄罗斯                       | [ 308 ]                 |
| 欧洲安全宪章           | 歐洲安全與合作組織成员国           | 1999           | 不具约束力 | 2021年12月18日俄罗斯提出的美俄条约草案        | [ 310 ] [ 305 ]         |
| 北约—俄罗斯理事会      | 北约、俄罗斯                       | 2002           | 非正式论坛 | 2021年12月17日俄罗斯提出的北约—俄罗斯条约草案 | [ 311 ] [ 306 ]         |
| 诺曼底模式             | 法国、德国、俄罗斯、乌克兰         | 2014           | 非正式论坛 | 2022年1月美方回应俄罗斯                       | [ 312 ] [ 307 ] [ 308 ] |
| 乌克兰问题三方联络组   | 乌克兰、俄罗斯和欧洲安全与合作组织 | 2014           | 非正式论坛 | 2022年1月美方回应俄罗斯                       | [ 307 ]                 |
| 美俄战略稳定对话       | 美国、俄罗斯                       | 2021           | 非正式论坛 | 2022年1月美方回应俄罗斯                       | [ 307 ] [ 308 ] [ 313 ] |

## 航空影响

### 激化前
鉴于乌俄可能爆发的战争以及2014年马来西亚航空空难的前车之鉴，多国航空为应付俄罗斯准备入侵乌克兰的影响而实施限制或停止航班。2022年2月12日，荷蘭皇家航空（KLM）宣布暂停飞往乌克兰的航班，直至另行通知，成为欧洲首个实施的航空公司。截止2月21日，至少有10间航空公司暂停飞往乌克兰的航班。法國航空和汉莎航空公司自2月18日开始，为了应对日以增加的威胁，宣布限制飞往乌克兰的航班。直到2月21日完全停飞乌克兰首都基辅和敖德萨的定期航班。瑞士航空公司与斯堪的纳维亚航空公司同日宣布加入暂停行列。隶属于汉莎航空集团的瑞士国际航空公司、欧洲之翼航空公司和奥地利航空公司也暂停了乌克兰的航班，不过汉莎航空飞往乌克兰西部的利沃夫的航班继续正常运行。

### 激化後
2月24日，乌克兰于格林威治标准时间0156发布航空通知，限制其领空内的民用航班。根据乌克兰给出的航空通知，鉴于俄罗斯已经关闭与乌克兰边界以东的罗斯托夫飞行情报区的部分空域，其领空可能遭遇的「击落」和「网络攻击」的「潜在危险」增加，民用航班不得在其领空通行。欧洲空中航行安全组织同样表示，由于军事限制，乌克兰的领空已不可使用。在这项指令下，以色列航空公司与LOT波蘭航空当日的航班紧急回避了乌克兰领空。
24日清晨，烏克蘭當局應戰時要求宣布關閉全國領空。基輔的鲍里斯波尔国际机场正在进行人員與旅客的疏散。
27日，欧洲各国陆续关闭领空。

## 各界反应

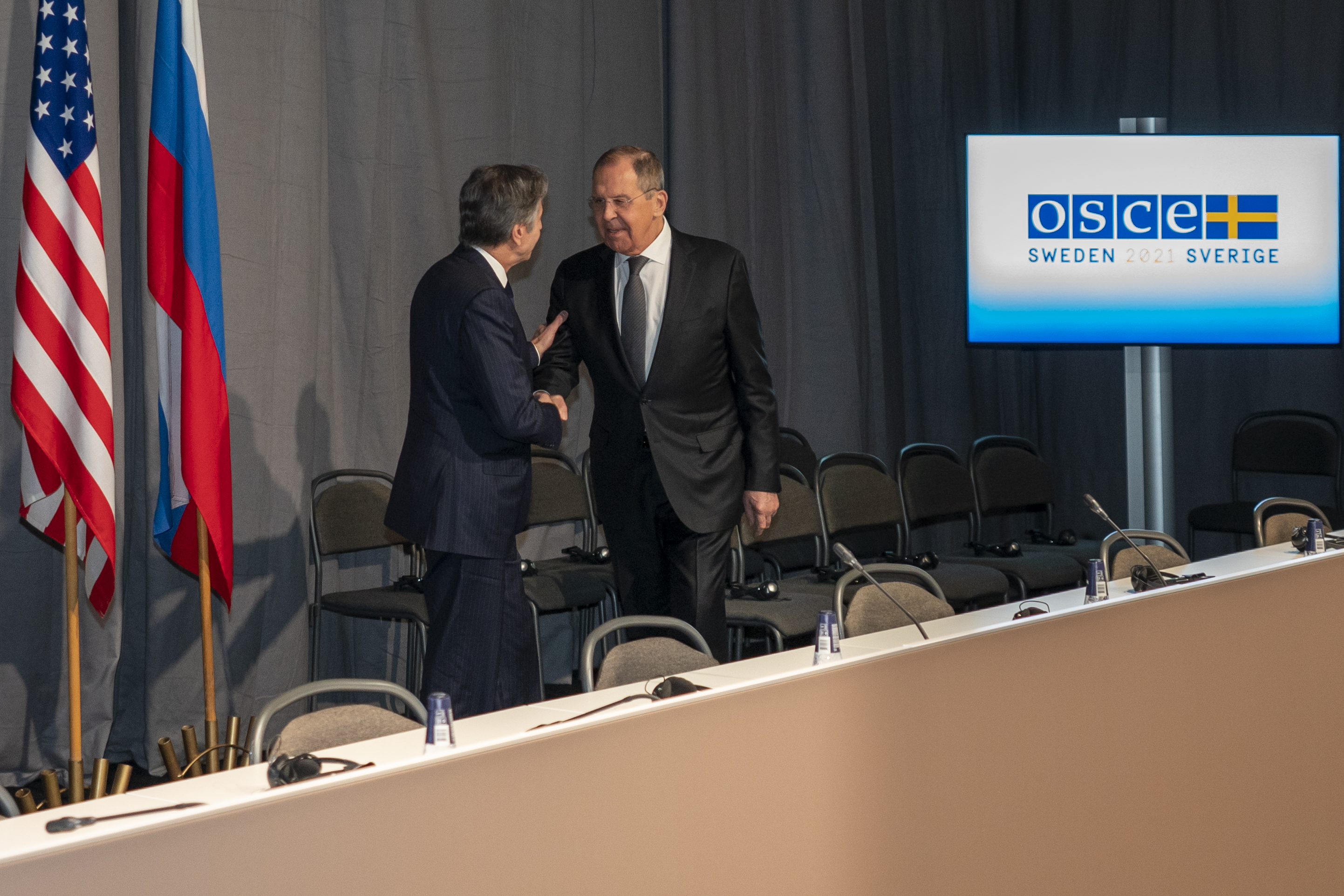
2021年12月2日，俄罗斯外交部长谢尔盖·维克托罗维奇·拉夫罗夫与美国国务卿安東尼·布林肯举行会晤

### 衝突各方

#### 俄羅斯
克里姆林宫否认打算入侵乌克兰，总统普京批评有关担忧纯属“危言耸听”。俄对外情报局局长謝爾蓋·納雷什金批评有关报道是“美国国务院的恶毒政治宣传”。2021年11月30日，普京认为北约在乌克兰扩张势力已成为俄罗斯的“红线”问题，尤其是部署能攻击俄罗斯城市的远程弹道导弹或类似于罗马尼亚及波兰的国家导弹防御系统。普京主要对乌克兰提出3个条件；敦促基辅承认俄罗斯对克里米亚的主权，放弃加入北约和部分非军事化的申请。
2022年1月，因应部分国家扬言将俄罗斯踢出环球银行金融电信协会的国际支付系统，联邦委员会副议长尼古拉·茹拉夫列夫警告称欧洲不会获得俄罗斯的天然气、石油资源，而且相关举动也不可信，除非得到系统所有成员国同意。
俄罗斯外交部副部长亚历山大·格鲁什科谴责北约增兵，表示北约“妖魔化俄罗斯”，只为“合理化北约在东翼的军事活动”。
2022年2月15日，俄罗斯聯邦會議国家杜马投票赞成通过一项决议，要求总统弗拉基米尔·普京承认乌克兰分离的顿涅茨克和卢甘斯克地区为独立国家。
2022年2月21日，俄羅斯聯邦總統普京簽署總統令，正式承認盧甘斯克人民共和國和頓涅茨克人民共和國為獨立國家。
2022年2月24日，在多次暗示會進一步採取行動後，俄羅斯總統普京於烏克蘭時間清晨（GMT+2）宣稱要對烏東地區進行「特別軍事行動」，授權俄軍全面進攻烏克蘭，直接導致2022年俄烏軍事衝突。普京宣布後，在烏克蘭的首都基輔及全國多處都錄到槍炮聲。大約於烏克蘭時間的早上八時半，俄羅斯軍方稱已摧毀烏克蘭空防力量，並同時否認有俄軍戰機遭擊落。

#### 乌克兰
2021年4月，乌克兰外交部长德米特里·库列巴接受法国《解放报》专访，称俄罗斯在与乌克兰的边境附近集结，使乌克兰东部的局势恶化到2018年克赤海峽衝突以来的最糟糕局面。
2021年11月，乌克兰国防部情报总局局长基里尔·布达诺夫预测俄罗斯会在2022年1月底或2022年2月初发动进攻。2022年1月25日，国防部长阿列克謝·列兹尼科夫表示乌克兰暂无俄罗斯全面入侵的直接威胁，而且相关威胁八年来没有显著增长，皆因“俄军未形成能够进行入侵的打击群”。
2月16日，乌克兰外交部长德米特里·库列巴就俄罗斯聯邦會議国家杜马承认乌克兰分离的顿涅茨克和卢甘斯克地区为独立国家的决议发出警告，如果普京批准该地区的独立，俄罗斯将在事实上和法律上退出明斯克协议，将负上随之而来的所有后果。
2月23日，乌克兰议会以压倒性多数通过总统泽连斯基颁布的法令，宣布从隔日起实施为期30日的紧急状态。法令措施允许当局「为了国家安全和公共秩序的利益」宣布宵禁和行动限制、阻止集会和取缔政党和组织。乌克兰外交部告知所有乌克兰不要前往俄罗斯和在俄罗斯的公民立即离开，所有适龄男性都必须服兵役。基辅召回了驻俄罗斯大使，并考虑与莫斯科断绝所有外交关系。与此同时，乌克兰国家与银行网站遭遇网络攻击。当晚，泽连斯基向全国发表慷慨激昂的演讲，恳求俄罗斯人民阻止他们的领导人越过边境进入乌克兰，并强调俄罗斯的入侵有可能成为「欧洲大战的开始」。泽连斯基向俄罗斯人民喊话，如果有人告诉他们，这是一项解放乌克兰人民的计划，但乌克兰人民是自由的。泽连斯基针对普京给出的攻打乌克兰理由是乌克兰是俄罗斯「通过割去自己部分历史领土建立的国家」提出的论点，以及对俄罗斯国家新闻广播的墙将乌克兰描绘成一个由纳粹威胁莫斯科的国家表示：「你新闻中的乌克兰和现实生活中的乌克兰是两个完全不同的国家——主要区别在于我们的国家是真实的」。身为犹太人的泽连斯基问道「俄罗斯人民被告知乌克兰政府是纳粹分子。但在与纳粹主义的斗争中失去了超过800万人民的国家怎么会支持纳粹主义呢？」，并指出他的祖父在整个战争期间都是一名苏联士兵，但在独立后的乌克兰去世。泽连斯基表示顿巴斯地区是乌克兰的历史领土，当地与乌克兰有很多交流和亲戚来往，乌克兰与乌克兰人民只是想要和平。针对俄罗斯总统普京如果批准20万士兵入侵他的国家，泽连斯基表示乌克兰已准备好迎接俄罗斯的袭击：「我们确信我们不需要战争——不是冷战，不是热战，也不是混合战」「但如果这些势力攻击我们，如果你试图夺走我们的国家、我们的自由、我们的生命、我们孩子的生命，我们将自卫。坚决防守。在进攻中，你会看到我们的正脸。不是我们的背面」，并警告战争的代价，没有人会得到任何形式的安全保证，而乌克兰领土上的战争代价比大多数国家都要多。最后，泽连斯基表示他曾试图联络普京，希望能够倾听俄罗斯领导和人民对和平的声音，但只得到了沉默。
2月24日，乌克兰总统澤倫斯基正式宣布與俄羅斯聯邦政府斷交，雙方關係進入敵對狀態。
2月25日，乌克兰总统澤倫斯基发布影片讲话，稱西方完全放弃了乌克兰。

### 國際組織
- 欧洲联盟：2022年1月24日，欧洲联盟委员会因应局势为向乌克兰提供12亿欧元的赠款和贷款[345]。

- 北大西洋公约组织：北约成为俄乌冲突的原爆点。俄罗斯政府要求北约停止接受新成员国，强烈反对格鲁吉亚及乌克兰加入。北约多次呼吁俄罗斯尊重乌克兰国家主权及领土完整，批评俄罗斯2014年吞并克里米亚，支持顿巴斯地区东部独派分子，呼吁以《明斯克协议》解决顿巴斯冲突[346]。2021年12月，随着俄罗斯在乌克兰边境地区加紧派驻兵力，北约议会（英语：NATO Parliamentary Assembly）会见乌克兰领导人，强调坚定支持乌克兰，呼吁北约成员国加紧向乌克兰运输防御武器系统，打击俄罗斯的假消息[347]。北约和美国肯定北约的“门户开放”政策，主张各国应自由选择是否加入北约[348]。北约秘书长延斯·斯托尔滕贝格表示：“任何人都无权否决或干预这一进程，这是欧洲安全的基础准则。每个国家都有权利选择自己的道路[349]。”2021年1月，斯托尔滕贝格在采访中确认北约对俄罗斯采取“双轨”办法：“我们准备好和俄罗斯对话，但也永远不会就欧洲安全的和新准则妥协……俄罗斯可以选择与北约及西方国家盟国进行对话，也可以选择对抗。我们必须明白俄罗斯会对乌克兰动武，而且是再一次。我们会给乌克兰提供帮助，让他们加强自卫能力[350]。”1月24日，鉴于地区安全局势不断恶化，北约宣布向欧东部成员国增派武力，并将继续采取一切必要措施保护和保卫所有盟国，包括加强联盟东部[351]。北约秘书长斯托尔滕贝格于2月15日表示，俄罗斯与中国过去几年里在外交领域上越来越接近，俄中不喜欢以规则为基础的国际秩序，也不认同西方自由民主的价值观，并试图剥夺一个主权民主国家选择自己未来的权利[352]。

- 联合国：联合国秘书长古特雷斯发表声明，呼吁冲突各方充分遵守商定的条款，将工作重点放在为在持续敌对行动中受害最深的平民继续提供保护方面。秘书长敦促有关各方本着这一精神采取进一步措施，确保德、俄、法和乌克兰“诺曼底四方”、“三方联络小组”、欧安组织正在进行的和平努力获得新的动力，包括通过放宽接触线沿线的人道主义准入和条件，并根据安全理事会第2202(2015)号决议推动乌克兰东部和平计划协议（简称《明斯克协议》）的进一步落实。联合国主管政治和建设和平事务的副秘书长迪卡洛（Rosemary DiCarlo）今天在安理会有关乌克兰问题的会议上指出，在乌克兰东部所发生的冲突继续给乌克兰人民造成不可接受的人道主义损失……各方必须采取行动，以恢复信任，并使接触线沿线岌岌可危的人道主义局势得到切实改善。她强调，如果有足够的政治意愿、真诚的谈判和对平息战火努力的具体支持，乌克兰东部迫切需要和期待已久的和平是可以实现的。她表示，如果没有持续的政治意愿，就很有可能出现倒退和进一步的暴力。在这一关键时刻，她希望安理会将鼓励所有利益攸关方尽最大努力，确保谈判保持积极势头，并显示政治意愿和灵活性，就关键的前进步骤达成一致，并侧重于履行商定的承诺，首先包括对持久停火的承诺。[353]

2022年2月21日，俄羅斯承認烏克蘭東部獨立及派出俄軍到當地後，聯合國秘書長古特雷斯發表聲明批評俄羅斯侵犯烏克蘭主權及領土完整，並且違反《聯合國憲章》。
2022年2月24日，联合国秘书长古特雷斯在当天举行的关于乌克兰问题的大会上，呼吁在乌克兰东部立即实现停火。

### 域外各方
- 阿尔察赫共和国：2022年2月22日，阿爾察赫总统表示支持俄羅斯承認顿涅茨克人民共和国和卢甘斯克人民共和国獨立的決定[356]。

- 阿尔巴尼亚、 科索沃：阿尔巴尼亚武装力量阿迪安·卢拉杰（Ardian Lulaj）上校及科索沃战略通讯主任塞弗·伊苏菲（Sefer Isufi）上校于2021年12月初发表联合声明，表示愿意在美国指挥行动的情况下，在未来的军事行动中向乌克兰部署阿尔巴尼亚武装力量和科索沃安全部队（英语：Kosovo Security Forces）[357]。

- 美国：2021年4月2日，总统乔·拜登首次与乌克兰总统泽连斯基通电话[358]。4月13日，拜登与俄罗斯总统普京通电话，强调美国坚定不移承诺乌克兰捍卫领土完整及领土主权。拜登还表示美国关心“俄罗斯在克里米亚占领区和乌克兰边境突然集结军事力量，呼吁俄罗斯缓和紧张局势”[359][360]。2021年4月中旬，美国财政部与欧盟、英国、澳大利亚、加拿大联合制裁八名持续占领和镇压克里米亚的俄罗斯官员[361]。2022年1月19日，拜登表示相信俄罗斯会入侵乌克兰[362]。拜登认为全面入侵乌克兰会是二战以来对全球战争与和平局势影响最深的事件[363]。1月22日，美国驻基辅大使馆请求美国国务院撤离非紧要工作人员及其家属[364]。国务院发出旅行警告，呼吁公民勿在俄乌边境局势紧张及2019冠状病毒病疫情肆虐的当下前往乌克兰或俄罗斯[365]。

- ：澳大利亚呼吁中国谴责俄罗斯对乌克兰的威胁[366]。澳大利亚于2月13日暂停在乌克兰首都基辅的大使馆业务，并将其业务转移到了利沃夫的一个临时办公室。2月22日，澳大利亚宣布关闭在乌克兰利沃夫市的临时办公室，剩余外交人员将离开并搬到波兰东部和罗马尼亚。外交部长马里斯·佩恩谴责俄罗斯公然破坏乌克兰的主权和领土完整，并谴责俄罗斯正在向乌克兰东部部署所谓的‘维和人员’。总理斯科特莫里森批评莫斯科命令军队进驻分离主义领土以维持和平的建议为“无稽之谈”。澳大利亚前总理托尼·阿博特呼吁应该联合包括中国在内的更多国家谴责俄罗斯、反对党领袖安东尼·阿尔巴内塞等政治人物同声谴责俄罗斯入侵乌克兰严重违反了国际法[367]。2月23日，莫里森宣布立即對俄羅斯制裁，首波包括对俄罗斯联邦安全理事会的8个成员实施旅行禁令和定向金融制裁。[368] 26日，宣布進一步對对俄罗斯议会的所有339名议员实施制裁，并考虑对普京以及外交部长拉夫罗夫实施制裁。[369]

- 白俄羅斯：白俄罗斯武装力量向俄罗斯军队提供支援。[370]白俄羅斯國防部長赫瑞寧於2月20日說，「白俄羅斯和俄羅斯的總統決定要繼續檢查雙方部隊的準備情況。」[371]

- 比利时：2022年1月24日，比利时国防部长米歇尔·霍夫曼（英语：Michel Hofman）表示比利时军队已在波罗的海待命，准备好在特定的时间内进行干预，不过“现在说局势会发展到那个地步、如何发展还为时尚早”[372]。

- 保加利亚：2022年1月初，保加利亚国防部长斯特凡·亚涅夫回应议会有关在国土上部署更多军事单位的问题时，表示政府反对“在使用外交手段前升级军事措施”，且未就局势站队[373]。1月21日，外交部长基里勒·佩特科夫谴责俄罗斯呼吁保加利亚离开北约、北约军队撤出保加利亚和罗马尼亚，总统魯門·拉德夫称有关说法“不可接受”[374]。

- 加拿大：2022年1月，加拿大总理賈斯汀·杜魯多称加拿大会向乌克兰提供1.2亿加拿大元的借款，但不会移交军事装备[375]。

- ：2022年1月19日，克罗地亚总理安德烈·普蘭科維奇向克羅埃西亞議會表示乌克兰东部的局势非常让人担心，是2014年以来最激烈。他表示：“克罗地亚不希望局势升级，但会采取明确而坚决的反应。防止局势不稳[376][377]。”1月25日，克罗地亚总统佐兰·米拉诺维奇向媒体表示自己认为北约在乌东部集结兵力，拜登政府国际安全事务领域采取“前后不一的危险行径”，强调自己身为克罗地亚军队总司令的身份：“我们不会掺和这件事，也不想和这件事有任何关系。我把话放在这里了。克罗地亚不会出兵，以防局势升级。相反，我们会召回所有士兵，一个不落[378][379]。”他认为应该找到“符合俄罗斯安全利益”的安排，乌克兰的严重违纪“主要由美国国内政治动态决定”[379]。同日，总理安德烈·普兰科维奇回应总统的言论，表示自己听到这番话，觉得是“某些俄罗斯官员”捏造的。总理就米拉诺维奇指责乌克兰“是最腐败的国家”向乌克兰道歉，重申克罗地亚支持乌克兰领土完整，没有驻兵在乌克兰，总统言论“不会影响到克罗地亚共和国政府的外交政策”[380]。

- 丹麦：2022年1月13日，丹麦派遣四架F-16戰隼戰鬥機及搭载160名船员的巡防艦到波罗的海国家，加强北约前线驻军（英语：NATO Enhanced Forward Presence），负责海域巡航[381][382]。

- 爱沙尼亚、 拉脫維亞和 立陶宛：2022年1月10日，立陶宛国防委员会开会讨论俄乌局势。针对俄罗斯侵略性的军事行为，委员会决定增派军力，加快推展军事现代化计划[383]。1月17日，拉脱维亚在东部增加兵力[384]。1月19日，爱沙尼亚总理卡娅·卡拉斯宣布为现财年增加3.8亿欧元国防开支[385]。三个波罗的海国家还决定加快购买联合火箭炮系统等军备[386][387]。爱沙尼亚、拉脱维亚、立陶宛还请求北约及美军在波罗的海增兵，抵挡俄罗斯的侵略行动[388]。

- 芬兰和 瑞典：持中立态度的瑞典和芬兰批评俄罗斯提议北约不吸纳新成员国。2022年1月，芬兰总统绍利·尼尼斯托和芬兰总理桑娜·马林坚称芬兰人民有自主权决定加入哪些联盟[389]。瑞典持相同立场，雖非北約會員國成員，但支持各國行使國家主權，称只有瑞典人民有权决定瑞典应不应该加入北约，且不宜由外國干涉[390]。俄方的威胁促使两国就应不应该申请加入北约进行大辩论[391][392]。1月13日，瑞典国防军宣布向战略岛屿哥得蘭島派兵，以回应俄罗斯不寻常的军事活动[393]。

- 法國：法国欧洲暨外交部部长让-伊夫·勒德里昂称法国和乌克兰一样，正密切监视撤退到边界和临时占领领土的俄罗斯军队。他保证法国会继续支持乌克兰国家主权及领土完整，认为乌克兰在当前形势下采取审慎明智之举[394]。法國總統马克宏認為，不應期望莫斯科单边采取措施缓解局势，并表示俄罗斯有权提出自己的担忧。[395]

- 德国：2021年4月，時任德国总理安格拉·默克尔与俄罗斯总统普京通电话，要求克里姆林宫减少在乌克兰边境驻扎的军力[396]。2021年12月，新任总理奥拉夫·朔尔茨扬言对俄罗斯天然气工业股份公司向德国输送天然气的北溪2号管道“开刀”[397][398]。2022年1月，德国外交部长安娜琳娜·貝伯克警告“任何升级局势的手段都会让俄罗斯政权在经济、政治和战略层面付上高昂代价”[399]。德国一直坚持不向乌克兰提供致命武器的政策。德国国防部长克里斯蒂娜·兰布雷希特称德国向给紧张局势“降温”，提供武器“没有帮助”[400]。乌克兰指德国政府不顾北约反对，阻止北约提供的武器[401]。2022年1月21日，报道称德国阻止爱沙尼亚出口原产自德国的武器[402]。俄羅斯在2月22日宣布承認烏東地區獨立及派兵開入後，德國總理朔尔茨譴責俄羅斯嚴重違背聯合國基本原則及過往數十年的國際協議，並企圖佔領整個烏克蘭，宣布中止審批北溪2號天然氣管道，並會協調歐盟採取其他制裁行動[403]。

- 愛爾蘭：愛爾蘭外交部长西蒙·考文尼（英语：Simon Coveney）表示鉴于俄罗斯在爱尔兰西南岸240公里外举行海军演习，俄罗斯不受欢迎[404]。

- 日本：日本內閣總理大臣岸田文雄表示会和拜登紧密合作，阻止俄罗斯入侵乌克兰，并“与其他盟友和伙伴保持密切联系，继续就任何攻击都会以强有力的行动应对这一点进行沟通”。拜登发推文表示“很荣幸与岸田文雄首相进行会面，进一步加强美日同盟这一印太地区及全球和平安全的奠基石”[405]。

- ：韓國總統文在寅就供應鏈不安定因素指示相關單位因應，並表示對經濟、國安的應對措施不受任期限制。文在寅在青瓦台主持第4次對外經濟安保戰略會議，對於近期烏克蘭態勢指示相關單位全力協助當地韓國公民安全避難及撤離，並提前準備將當地韓企風險降至最低的應對方案[406]。2月24日，文在寅表示，如果俄羅斯對烏克蘭全面開戰，韓國將會參與制裁俄羅斯[197]。

- 新西兰：紐西蘭外交部長娜娜亚·马胡塔（英语：Nanaia Mahuta）对俄罗斯在乌克兰边境加派兵力表示担忧，支持乌克兰国家主权及和领土完整，呼吁俄罗斯遵守国际法，减少摩擦。新西兰总理傑辛達·阿德恩呼应马胡塔言论，称新西兰正考虑制裁莫斯科[407]。

- 波蘭：波兰总统安杰伊·杜达表示乌克兰不能指望波兰对付俄罗斯的攻击，呼吁欧洲采取统一立场[408]。1月21日，波兰国家安全局局长帕维·索洛克表示“支持乌克兰是安杰伊·杜达总统的关键优先政策”，同时杜达正和泽连斯基讨论交付防御装备的事宜[409]。

- 斯洛伐克：斯洛伐克外交部长伊万·科尔乔克（英语：Ivan Korčok）表示乌东部停火及俄罗斯在边境增派兵力是令人担忧的问题，呼吁缓和紧张局势[410]。

- 西班牙：1月20日，西班牙开始向保加利亚部署飞机、船只和北约部队[411]。

- 中華民國：1月28日，中华民国总统蔡英文指示国家安全会议成立专案小组，密切观察乌克兰的局势。2月12日，中華民國外交部發布旅遊警示，呼籲避免前往烏克蘭，同時建議在烏克蘭留學及工作的台灣僑民儘速離開烏克蘭。[412]

- 中华人民共和国：中共中央总书记兼中国国家主席习近平支持俄罗斯不让乌克兰加入北约的立场[413]。2022年1月14日，中华人民共和国外交部发言人赵立坚强调各方应遵守联合国有关奥林匹克休战的传统决议，“在奥运会开幕前七天及残奥会结束后七天期间”停火。按照2022年冬季奥林匹克运动会的举行时间2022年2月4日到2月20日及2022年冬季残疾人奥林匹克运动会的举行时间2022年3月4日到3月13日，决议生效时间应为2022年1月28日到3月20日[414]。北京冬奥会开幕式前几个小时，中共中央总书记、中国国家主席习近平与俄罗斯总统弗拉基米尔·普京会谈后，两国共同发表反对北約擴張和呼吁该联盟「放弃冷战意识形态化」的联合声明[415]。1月28日，赵立坚再次表示，制造紧张气氛无助于缓解乌克兰危机，中方希望有关各方通过对话协商解决分歧。[416]中国常驻联合国代表张军表示，俄罗斯的合理安全关切应当得到重视和解决[417]。在俄罗斯承认卢甘斯克与顿涅茨克为独立主权国家后，中华人民共和国外交部发言人汪文斌于2022年2月22日的例行记者会表对记者相关提问表示，对于“俄罗斯承认‘分裂地区’是否侵犯乌克兰主权”，答复指「对乌克兰局势演变表示关注」、中方「在乌克兰问题上的立场是一贯的」，表示应尊重任何国家的合理安全关切、呼吁维护联合国宪章的宗旨和原则；对于是否承认两国为独立主权国家，表示“在乌克兰问题上的立场是一贯的、明确的，没有发生变化”，呼吁相关各方「保持克制，通过谈判解决分歧，避免冲突升级」。[418]。在欧美国家陆续宣布制裁俄罗斯后，中国批评美国与欧盟各国对俄罗斯实施的制裁措施[419][420]。2月23日，中华人民共和国外交部发言人华春莹指美国「违背同俄罗斯的协议，5次将北约东扩至俄家门口并部署大量先进进攻性战略武器」，反问美国等国家「有没有想过把一个大国（即俄罗斯）逼到绝地的后果」。[421]

- 土耳其：土耳其總統雷杰普·塔伊普·埃尔多安在2月15日在訪問烏克蘭時重申支持烏克蘭領土和主權完整，包括克里米亞，提議俄烏兩國領導人對話[422]。2月22日，埃尔多安譴責俄羅斯宣布烏東地區獨立是不能接受也不會獲承認，違背《明斯克協議》及抵觸烏克蘭的主權及領土完整[423]。

- 英国：英国首相鲍里斯·约翰逊与乌克兰总统泽连斯基通电话，对俄罗斯在克里米亚占领区及乌边境的活动表示关切[424]。英國副首相多米尼克·拉布认为俄罗斯入侵乌克兰的风险极大，敦促普京“收手”[425]。外交大臣伊丽莎白·特拉斯发表推文，表示英国“无法容忍克里姆林宫密谋向乌克兰安插亲俄领导人”[141]。英国国防参谋长托尼·拉达金海军上将警告“俄罗斯若全面入侵乌克兰，规模会是二战以来欧洲前所未见的[426]。」2月17日，英国外交大臣伊丽莎白·特拉斯在基辅就俄罗斯议会要求普京承认乌克兰分离的顿涅茨克和卢甘斯克地区为独立地区，表明这「公然无视」莫斯科的和平进程承诺，将祭出制裁[427]。并就中国与俄罗斯主张不干涉政策表示，中国领导人与克里姆林宫的结盟而不就乌克兰危机向俄罗斯施压，与任何被视为负责任的全球参与者的行为不一致[428]。

- 梵蒂冈：2022年1月23日，教宗方济各表示自己密切关注不断升温的紧张局势，认为当前形势可能会乌克兰的和平形成新一波打击，担心会影响欧洲大陆乃至更广泛地区的安全[429]。

### 黑客組織
- 1月24日，白俄罗斯黑客行动组织表示成功利用勒索软件干扰白俄罗斯铁路的“服务器、数据库及工作站”，只留下自动化和安全系统。组织开出解锁条件，要求白俄罗斯当局释放50名政治犯，阻止俄罗斯军队进入白俄罗斯[430]。

## 對移民的影響

### 2021年白俄羅斯—歐盟邊界危機
波蘭過去曾指責俄羅斯應對波蘭-白俄羅斯邊境的移民危機負責。 2021年冬季，成千上萬的移民被困在寒冷的環境中，試圖從白俄羅斯穿越到波蘭。 在俄羅斯於2022年2月24日入侵烏克蘭之後，民權活動人士報告稱，從白俄羅斯到波蘭的移民數量有所增加，這加劇了人們對俄羅斯將在危機中利用移民作為武器的擔憂。

### 烏克蘭難民
駐基輔的慈善機構代表報告了烏克蘭人口遠離前線的遷移。2月24日，摩爾多瓦報告說，有4000名烏克蘭難民進入摩爾多瓦，當局已在那裡搭建帳篷。  摩爾多瓦、斯洛伐克和波蘭承諾保持邊界開放，讓烏克蘭難民穿越。 羅馬尼亞還在其境內接收了烏克蘭難民。